# Coupe d'Espagne de football 2024-2025
Navigation
Coupe du Roi 2023-2024 Coupe du Roi 2025-2026
La Coupe d'Espagne de football 2024-2025 est la 122e édition de la Coupe d'Espagne de football.
La compétition commence le 9 octobre 2024, par un tour préliminaire, et se termine le 26 avril.
Le vainqueur se qualifie pour la phase de ligue de la Ligue Europa 2025-2026, s'il n'est pas déjà qualifié par le biais du championnat en finissant dans le top 5, sinon sa place revient au club classé à la sixième place du championnat. Les deux finalistes se qualifient pour la Supercoupe d'Espagne.

## Déroulement de la compétition
Comme lors de l'édition précédente, les phases éliminatoires ont lieu à match unique sur le terrain de l'équipe de division inférieure. Ce n'est qu'au stade des demi-finales que les éliminatoires se jouent en matches aller-retour. La finale se joue sur un match unique au stade olympique de Séville.
125 clubs prennent part à la compétition, les équipes réserves ne peuvent pas participer, il s'agit des 20 clubs de LaLiga 2023-2024, 21 des 22 clubs de LaLiga2 2023-2024 (Villarreal CF B ne participe pas en tant que réserve), du top 5 des 2 groupes de Primera Federación 2023-2024, du top 5 des 5 groupes de Segunda Federación 2023-2024, des champions en plus des 7 meilleurs deuxièmes des 18 groupes de Tercera Federación 2023-2024, des 4 demi-finalistes de la Copa Federación 2024 et du meilleur club non promu de chacune des 19 ligues régionales (2 places pour l'Andalousie). 
Le champion de Primera Federación 2023-2024 (Deportivo La Corogne) fait son entrée dans la compétition au deuxième tour. Tandis que, les quatre participants à la Supercoupe d'Espagne (Athletic Club, Real Madrid, RCD Majorque et FC Barcelone) font leur entrée dans la compétition en seizièmes de finale.

## Calendrier
Le calendrier est le suivant :
| Tour                | Tirage au sort    | Date aller                                             | Date retour                                            | Équipes entrantes | Équipes participantes | Équipes restantes |
| ------------------- | ----------------- | ------------------------------------------------------ | ------------------------------------------------------ | ----------------- | --------------------- | ----------------- |
| Tour préliminaire   | 16 septembre 2024 | 9 octobre 2024                                         | 9 octobre 2024                                         | 20                | 20                    | 125               |
| Premier tour        | 10 octobre 2024   | 29 au 31 octobre, 5, 6, 14, 19, 21 et 26 novembre 2024 | 29 au 31 octobre, 5, 6, 14, 19, 21 et 26 novembre 2024 | 100               | 110                   | 115               |
| Deuxième tour       | 27 novembre 2024  | 3 au 5 décembre 2024                                   | 3 au 5 décembre 2024                                   | 1                 | 56                    | 60                |
| Seizièmes de finale | 9 décembre 2024   | 3 au 7 janvier 2025                                    | 3 au 7 janvier 2025                                    | 4                 | 32                    | 32                |
| Huitièmes de finale | 8 janvier 2025    | 14 au 16 janvier 2025                                  | 14 au 16 janvier 2025                                  | —                 | 16                    | 16                |
| Quarts de finale    | 20 janvier 2025   | 4 au 6 février 2025                                    | 4 au 6 février 2025                                    | —                 | 8                     | 8                 |
| Demi-finales        | 12 février 2025   | 25 et 26 février 2025                                  | 1er et 2 avril 2025                                    | —                 | 4                     | 4                 |
| Finale              | 12 février 2025   | 26 avril 2025                                          | 26 avril 2025                                          | —                 | 2                     | 2                 |

## Résultats

### Tour préliminaire

#### Participants
Les 20 clubs des ligues régionales participent à ce tour.

#### Tirage au sort
Les 20 participants sont répartis dans 4 pots selon des critères géographiques. Chaque club est opposé à un club du même pot.
Le tirage au sort a lieu le 16 septembre 2024.

#### Rencontres
| 9 octobre 2024 | San Tirso SD (6)                        | 1 – 1 ap 5 – 3 t. a. b. | Selaya FC (6)                      |                                                                                           |                                                                                           |
| 17h30          | Gómez 42e                               | (1 – 1, 1 – 1, 1 – 1)   | 7e Tejero                          | Campo de Fútbol O Monte, Abegondo Spectateurs : 1 000 Arbitrage : Mhand Agoultim Boumater | Campo de Fútbol O Monte, Abegondo Spectateurs : 1 000 Arbitrage : Mhand Agoultim Boumater |
| 17h30          | Rapport                                 |                         |                                    | Campo de Fútbol O Monte, Abegondo Spectateurs : 1 000 Arbitrage : Mhand Agoultim Boumater | Campo de Fútbol O Monte, Abegondo Spectateurs : 1 000 Arbitrage : Mhand Agoultim Boumater |
| 17h30          | Segade · López · Meijide · Vilas · Ares | Tirs au but 5 – 3       | Jiménez · Verdú · Ortiz · Revuelta | Campo de Fútbol O Monte, Abegondo Spectateurs : 1 000 Arbitrage : Mhand Agoultim Boumater | Campo de Fútbol O Monte, Abegondo Spectateurs : 1 000 Arbitrage : Mhand Agoultim Boumater |

|       | CD Sonseca (6) | 0 – 1 ap              | CP Parla Escuela (6) |                                                                                |                                                                                |
| 18h30 |                | (0 – 0, 0 – 0, 0 – 1) | 99e Greciano         | Stade Martín Juanes, Sonseca Spectateurs : 1 300 Arbitrage : Víctor Laín Pérez | Stade Martín Juanes, Sonseca Spectateurs : 1 300 Arbitrage : Víctor Laín Pérez |
| 18h30 | Rapport        |                       |                      | Stade Martín Juanes, Sonseca Spectateurs : 1 300 Arbitrage : Víctor Laín Pérez | Stade Martín Juanes, Sonseca Spectateurs : 1 300 Arbitrage : Víctor Laín Pérez |

|       | Astur CF (6)     | 2 – 0   | CD Promesas EDF (6) |                                                                                    |                                                                                    |
| 19h00 | Iglesias 50e 83e | (0 – 0) |                     | Stade Hermanos Llana, Oviedo Spectateurs : 500 Arbitrage : Ricardo Álvarez Estrada | Stade Hermanos Llana, Oviedo Spectateurs : 500 Arbitrage : Ricardo Álvarez Estrada |
| 19h00 | Rapport          |         |                     | Stade Hermanos Llana, Oviedo Spectateurs : 500 Arbitrage : Ricardo Álvarez Estrada | Stade Hermanos Llana, Oviedo Spectateurs : 500 Arbitrage : Ricardo Álvarez Estrada |

|       | CD Baztán (6)                            | 1 – 1 ap 2 – 4 t. a. b. | Ontiñena CF (6)              |                                                                                         |                                                                                         |
| 19h00 | Nuñez 35e                                | (1 – 1, 1 – 1, 1 – 1)   | 10e Serrate                  | Stade Giltxaurdi, Elizondo Spectateurs : 1 000 Arbitrage : Julen Fermín Escalero Alzaga | Stade Giltxaurdi, Elizondo Spectateurs : 1 000 Arbitrage : Julen Fermín Escalero Alzaga |
| 19h00 | Rapport                                  |                         |                              | Stade Giltxaurdi, Elizondo Spectateurs : 1 000 Arbitrage : Julen Fermín Escalero Alzaga | Stade Giltxaurdi, Elizondo Spectateurs : 1 000 Arbitrage : Julen Fermín Escalero Alzaga |
| 19h00 | Osacar · Urritia · Telletxea · Fernandez | Tirs au but 2 – 4       | Llobet · Dani · Roda · Rubio | Stade Giltxaurdi, Elizondo Spectateurs : 1 000 Arbitrage : Julen Fermín Escalero Alzaga | Stade Giltxaurdi, Elizondo Spectateurs : 1 000 Arbitrage : Julen Fermín Escalero Alzaga |

|       | UD San Pedro (6)                                                        | 4 – 2   | CD Ceuta 6 de Junio (6)       | | |
| 19h00 | González 23e · Carmona 26e (pen.) · Abdeselam 90+2e (csc) · Oliva 90+8e | (2 – 1) | 35e Hamad Bujiar · 68e Laarbi | Stade municipal Antonio Naranjo, San Pedro Alcántara Spectateurs : 4 500 Arbitrage : Pavlo Ivaskiv Oliynyk | Stade municipal Antonio Naranjo, San Pedro Alcántara Spectateurs : 4 500 Arbitrage : Pavlo Ivaskiv Oliynyk |
| 19h00 | Rapport                                                                 |         |                               | Stade municipal Antonio Naranjo, San Pedro Alcántara Spectateurs : 4 500 Arbitrage : Pavlo Ivaskiv Oliynyk | Stade municipal Antonio Naranjo, San Pedro Alcántara Spectateurs : 4 500 Arbitrage : Pavlo Ivaskiv Oliynyk |

|       | CD Villamuriel (6) | 1 – 0   | CD Aurrerá de Vitoria (6) | | |
| 19h30 | Pérez 70e          | (0 – 0) |                           | Campo Municipal Rafael Vázquez Sedano, Villamuriel de Cerrato Spectateurs : 1 750 Arbitrage : Adrián Pinilla Serrano | Campo Municipal Rafael Vázquez Sedano, Villamuriel de Cerrato Spectateurs : 1 750 Arbitrage : Adrián Pinilla Serrano |
| 19h30 | Rapport            |         |                           | Campo Municipal Rafael Vázquez Sedano, Villamuriel de Cerrato Spectateurs : 1 750 Arbitrage : Adrián Pinilla Serrano | Campo Municipal Rafael Vázquez Sedano, Villamuriel de Cerrato Spectateurs : 1 750 Arbitrage : Adrián Pinilla Serrano |

|       | EF Dolorense (8) | 1 – 3   | Manises CF (6)                            |                                                                                          |                                                                                          |
| 20h00 | Karachi 61e      | (0 – 1) | 41e Trilles · 55e Cantero · 80e La Piedra | Campo San Juan Bosco, Carthagène Spectateurs : 600 Arbitrage : Miguel Díaz–Portales Ruiz | Campo San Juan Bosco, Carthagène Spectateurs : 600 Arbitrage : Miguel Díaz–Portales Ruiz |
| 20h00 | Rapport          |         |                                           | Campo San Juan Bosco, Carthagène Spectateurs : 600 Arbitrage : Miguel Díaz–Portales Ruiz | Campo San Juan Bosco, Carthagène Spectateurs : 600 Arbitrage : Miguel Díaz–Portales Ruiz |

|       | UE Vic (6)                                       | 4 – 0   | CF Sporting de Mahón (6) |                                                                                  |                                                                                  |
| 20h30 | Riera 2e · Bertrana 34e · Bellido 64e · Prat 85e | (2 – 0) |                          | Stade Hipòlit Planàs, Vic Spectateurs : 1 700 Arbitrage : Mihaita Marius Haghiac | Stade Hipòlit Planàs, Vic Spectateurs : 1 700 Arbitrage : Mihaita Marius Haghiac |
| 20h30 | Rapport                                          |         |                          | Stade Hipòlit Planàs, Vic Spectateurs : 1 700 Arbitrage : Mihaita Marius Haghiac | Stade Hipòlit Planàs, Vic Spectateurs : 1 700 Arbitrage : Mihaita Marius Haghiac |

|       | CD Gévora (6)                      | 1 – 1 2 – 1 t. a. b.  | UD Playas de Sotavento (6)                      |                                                                                 |                                                                                 |
| 20h30 | Adri 86e                           | (0 – 1, 1 – 1, 1 – 1) | 10e Sosa                                        | Stade municipal, Gévora Spectateurs : 1 500 Arbitrage : Alfredo Vázquez Hidalgo | Stade municipal, Gévora Spectateurs : 1 500 Arbitrage : Alfredo Vázquez Hidalgo |
| 20h30 | Rapport                            |                       |                                                 | Stade municipal, Gévora Spectateurs : 1 500 Arbitrage : Alfredo Vázquez Hidalgo | Stade municipal, Gévora Spectateurs : 1 500 Arbitrage : Alfredo Vázquez Hidalgo |
| 20h30 | López · I. Perera · Cabeza · Rubén | Tirs au but 2 – 1     | Cebolla · Sánchez · Afonso · Ramírez · Saavedra | Stade municipal, Gévora Spectateurs : 1 500 Arbitrage : Alfredo Vázquez Hidalgo | Stade municipal, Gévora Spectateurs : 1 500 Arbitrage : Alfredo Vázquez Hidalgo |

|       | Chiclana CF (6)                                          | 4 – 0   | Melilla CD (6) | | |
| 21h00 | Caballero 33e · Guerrero 37e · Juanito 52e · Pascual 83e | (2 – 0) |                | Campo Municipal de Deportes, Chiclana de la Frontera Spectateurs : 3 000 Arbitrage : Carlos Agraz Díaz | Campo Municipal de Deportes, Chiclana de la Frontera Spectateurs : 3 000 Arbitrage : Carlos Agraz Díaz |
| 21h00 | Rapport                                                  |         |                | Campo Municipal de Deportes, Chiclana de la Frontera Spectateurs : 3 000 Arbitrage : Carlos Agraz Díaz | Campo Municipal de Deportes, Chiclana de la Frontera Spectateurs : 3 000 Arbitrage : Carlos Agraz Díaz |

### Premier tour

#### Participants
Les 10 clubs qualifiés du tour préliminaire sont rejoints par 100 des 105 clubs restants. Le Deportivo La Corogne, champion de Primera Federación 2023-2024, l'Athletic Club, le FC Barcelone, le RCD Majorque et le Real Madrid, participants à la Supercoupe d'Espagne, sont exempts.

#### Tirage au sort
Les 110 clubs sont répartis dans 7 pots en fonction de leur division. Les clubs des divisions inférieures accueillent la rencontre. Si deux clubs de la même division s'affrontent, le club tiré en premier évolue à domicile.
L'ordre du tirage est le suivant : 
- Les clubs du pot 7 sont opposés à des clubs du pot 1 ;
- Les clubs du pot 6 sont opposés à des clubs du pot 1 ;
- Les deux premiers clubs du pot 5 tirés sont opposés à des clubs du pot 1 ;
- Les six clubs restants du pot 5 sont opposés à des clubs du pot 2 ;
- Les quinze premiers clubs du pot 4 tirés sont opposés à des clubs du pot 2 ;
- Les seize clubs suivants du pot 4 tirés sont opposés à des clubs du pot 3 ;
- Les quatre clubs restants du pot 4 sont opposés entre eux.

Le tirage au sort a lieu le 10 octobre 2024.

#### Rencontres
| 29 octobre 2024 | CD Villamuriel (6) | 0 – 5   | Rayo Vallecano (1)                                              |                                                                                              |                                                                                              |
| 19h00           |                    | (0 – 2) | 43e (pen.) de Tomás · 44e 48e Trejo · 68e Guardiola · 88e Eto'o | Stade Nueva Balastera, Palencia Spectateurs : 7 500 Arbitrage : Ricardo de Burgos Bengoetxea | Stade Nueva Balastera, Palencia Spectateurs : 7 500 Arbitrage : Ricardo de Burgos Bengoetxea |
| 19h00           | Rapport            |         |                                                                 | Stade Nueva Balastera, Palencia Spectateurs : 7 500 Arbitrage : Ricardo de Burgos Bengoetxea | Stade Nueva Balastera, Palencia Spectateurs : 7 500 Arbitrage : Ricardo de Burgos Bengoetxea |

|       | SD Compostelle (4) | 0 – 1   | Deportivo Alavés (1) | | |
| 19h00 |                    | (0 – 1) | 12e (csc) Vidal      | Estadio Municipal Verónica Boquete de San Lázaro, Saint-Jacques-de-Compostelle Spectateurs : 7 400 Arbitrage : Mateo Busquets Ferrer | Estadio Municipal Verónica Boquete de San Lázaro, Saint-Jacques-de-Compostelle Spectateurs : 7 400 Arbitrage : Mateo Busquets Ferrer |
| 19h00 | Rapport            |         |                      | Estadio Municipal Verónica Boquete de San Lázaro, Saint-Jacques-de-Compostelle Spectateurs : 7 400 Arbitrage : Mateo Busquets Ferrer | Estadio Municipal Verónica Boquete de San Lázaro, Saint-Jacques-de-Compostelle Spectateurs : 7 400 Arbitrage : Mateo Busquets Ferrer |

|       | CD Guijuelo (4) | 1 – 2   | Ourense CF (3)             |                                                                                         |                                                                                         |
| 20h00 | F. López 70e    | (0 – 0) | 47e Di Renzo · 69e Noriega | Stade municipal Luis-Ramos, Guijuelo Spectateurs : 250 Arbitrage : Rubén Ruipérez Marín | Stade municipal Luis-Ramos, Guijuelo Spectateurs : 250 Arbitrage : Rubén Ruipérez Marín |
| 20h00 | Rapport         |         |                            | Stade municipal Luis-Ramos, Guijuelo Spectateurs : 250 Arbitrage : Rubén Ruipérez Marín | Stade municipal Luis-Ramos, Guijuelo Spectateurs : 250 Arbitrage : Rubén Ruipérez Marín |

|       | Astur CF (6) | 1 – 4   | Real Valladolid (1)                                      |                                                                                   |                                                                                   |
| 21h00 | Toral 56e    | (0 – 2) | 7e Latasa · 28e (csc) Ramos · 59e Pérez · 90+2e Meseguer | Stade Hermanos Llana, Oviedo Spectateurs : 1 500 Arbitrage : Alejandro Muñiz Ruiz | Stade Hermanos Llana, Oviedo Spectateurs : 1 500 Arbitrage : Alejandro Muñiz Ruiz |
| 21h00 | Rapport      |         |                                                          | Stade Hermanos Llana, Oviedo Spectateurs : 1 500 Arbitrage : Alejandro Muñiz Ruiz | Stade Hermanos Llana, Oviedo Spectateurs : 1 500 Arbitrage : Alejandro Muñiz Ruiz |

|       | UD Poblense (5) | 1 – 6   | Villarreal CF (1)                                         |                                                                                          |                                                                                          |
| 21h00 | Pons 68e        | (0 – 5) | 10e Terrats · 26e 35e 44e Pérez · 38e Cabanes · 59e Gueye | Municipal de Sa Pobla, Sa Pobla Spectateurs : 3 400 Arbitrage : Miguel Ángel Ortiz Arias | Municipal de Sa Pobla, Sa Pobla Spectateurs : 3 400 Arbitrage : Miguel Ángel Ortiz Arias |
| 21h00 | Rapport         |         |                                                           | Municipal de Sa Pobla, Sa Pobla Spectateurs : 3 400 Arbitrage : Miguel Ángel Ortiz Arias | Municipal de Sa Pobla, Sa Pobla Spectateurs : 3 400 Arbitrage : Miguel Ángel Ortiz Arias |

|       | Real Jaén (5) | 0 – 3   | Cadix CF (2)                                         |                                                                                  |                                                                                  |
| 21h00 |               | (0 – 1) | 1re Sobrino · 67e (csc) P. Fernández · 68e Ontiveros | Nouveau stade de La Victoria, Jaén Spectateurs : 7 469 Arbitrage : Saúl Ais Reig | Nouveau stade de La Victoria, Jaén Spectateurs : 7 469 Arbitrage : Saúl Ais Reig |
| 21h00 | Rapport       |         |                                                      | Nouveau stade de La Victoria, Jaén Spectateurs : 7 469 Arbitrage : Saúl Ais Reig | Nouveau stade de La Victoria, Jaén Spectateurs : 7 469 Arbitrage : Saúl Ais Reig |

|       | CE L'Hospitalet (5) | 1 – 5   | Real Saragosse (2)                                       | | |
| 21h00 | Sanku 14e           | (1 – 2) | 12e Marí · 45+1e Amador · 75e Azón · 78e Sans · 84e Ares | Estadi Municipal de Futbol de L'Hospitalet, L'Hospitalet de Llobregat Spectateurs : 4 000 Arbitrage : Andrés Fuentes Molina | Estadi Municipal de Futbol de L'Hospitalet, L'Hospitalet de Llobregat Spectateurs : 4 000 Arbitrage : Andrés Fuentes Molina |
| 21h00 | Rapport             |         |                                                          | Estadi Municipal de Futbol de L'Hospitalet, L'Hospitalet de Llobregat Spectateurs : 4 000 Arbitrage : Andrés Fuentes Molina | Estadi Municipal de Futbol de L'Hospitalet, L'Hospitalet de Llobregat Spectateurs : 4 000 Arbitrage : Andrés Fuentes Molina |

|           | UD Lanzarote (5)    | 3 – 4   | Racing de Santander (2)                                |                                                                                      |                                                                                      |
| 20h00 WET | Fuentes 42e 78e 81e | (1 – 2) | 31e Karrikaburu · 38e Ekain · 73e Arévalo · 76e Camara | Municipal Pancho Bermúdez, Tías Spectateurs : 1 214 Arbitrage : Rubén Ávalos Barrera | Municipal Pancho Bermúdez, Tías Spectateurs : 1 214 Arbitrage : Rubén Ávalos Barrera |
| 20h00 WET | Rapport             |         |                                                        | Municipal Pancho Bermúdez, Tías Spectateurs : 1 214 Arbitrage : Rubén Ávalos Barrera | Municipal Pancho Bermúdez, Tías Spectateurs : 1 214 Arbitrage : Rubén Ávalos Barrera |

| 30 octobre 2024 | CE Europa (4)              | 2 – 1   | Albacete Balompié (2) |                                                                             |                                                                             |
| 18h30           | Neeskens 7e · Pimentel 68e | (1 – 0) | 82e Morcillo          | Nou Sardenya, Barcelone Spectateurs : 3 724 Arbitrage : Salvador Lax Franco | Nou Sardenya, Barcelone Spectateurs : 3 724 Arbitrage : Salvador Lax Franco |
| 18h30           | Rapport                    |         |                       | Nou Sardenya, Barcelone Spectateurs : 3 724 Arbitrage : Salvador Lax Franco | Nou Sardenya, Barcelone Spectateurs : 3 724 Arbitrage : Salvador Lax Franco |

|       | Las Rozas CF (5) | 0 – 3   | Séville FC (1)                             | | |
| 19h00 |                  | (0 – 1) | 40e (csc) Luis Enrique · 61e 79e Iheanacho | Polideportivo Municipal Dehesa de Navalcarbón, Las Rozas de Madrid Spectateurs : 5 500 Arbitrage : Pablo González Fuertes | Polideportivo Municipal Dehesa de Navalcarbón, Las Rozas de Madrid Spectateurs : 5 500 Arbitrage : Pablo González Fuertes |
| 19h00 | Rapport          |         |                                            | Polideportivo Municipal Dehesa de Navalcarbón, Las Rozas de Madrid Spectateurs : 5 500 Arbitrage : Pablo González Fuertes | Polideportivo Municipal Dehesa de Navalcarbón, Las Rozas de Madrid Spectateurs : 5 500 Arbitrage : Pablo González Fuertes |

|       | CD Ciudad de Lucena (5) | 1 – 2   | CD Leganés (1)       |                                                                                |                                                                                |
| 19h00 | Agudo 45+1e             | (1 – 1) | 42e Munir · 50e Cruz | Ciudad de Lucena, Lucena Spectateurs : 1 800 Arbitrage : Javier Alberola Rojas | Ciudad de Lucena, Lucena Spectateurs : 1 800 Arbitrage : Javier Alberola Rojas |
| 19h00 | Rapport                 |         |                      | Ciudad de Lucena, Lucena Spectateurs : 1 800 Arbitrage : Javier Alberola Rojas | Ciudad de Lucena, Lucena Spectateurs : 1 800 Arbitrage : Javier Alberola Rojas |

|       | UE Olot (4)                         | 1 – 1 ap 4 – 3 t. a. b. | Córdoba CF (2)                             |                                                                            |                                                                            |
| 19h00 | Peñalver 76e                        | (0 – 1, 1 – 1, 1 – 1)   | 25e Soonsup-Bell                           | Stade municipal, Olot Spectateurs : 1 432 Arbitrage : Álvaro Moreno Aragón | Stade municipal, Olot Spectateurs : 1 432 Arbitrage : Álvaro Moreno Aragón |
| 19h00 | Rapport                             |                         |                                            | Stade municipal, Olot Spectateurs : 1 432 Arbitrage : Álvaro Moreno Aragón | Stade municipal, Olot Spectateurs : 1 432 Arbitrage : Álvaro Moreno Aragón |
| 19h00 | Gonpi · Costa · Terma · Chema · Mas | Tirs au but 4 – 3       | Albarrán · Zidane · Yoldi · Casas · Jacobo | Stade municipal, Olot Spectateurs : 1 432 Arbitrage : Álvaro Moreno Aragón | Stade municipal, Olot Spectateurs : 1 432 Arbitrage : Álvaro Moreno Aragón |

|       | CD Ibiza Islas Pitiusas (4) | 1 – 2   | Gimnàstic de Tarragone (3) |                                                                                              |                                                                                              |
| 19h00 | Bengoetxea 88e              | (0 – 2) | 9e Sanz · 22e Jiménez      | Estadio Sánchez y Vivancos, Ibiza Spectateurs : 500 Arbitrage : Jerónimo Montes García-Navas | Estadio Sánchez y Vivancos, Ibiza Spectateurs : 500 Arbitrage : Jerónimo Montes García-Navas |
| 19h00 | Rapport                     |         |                            | Estadio Sánchez y Vivancos, Ibiza Spectateurs : 500 Arbitrage : Jerónimo Montes García-Navas | Estadio Sánchez y Vivancos, Ibiza Spectateurs : 500 Arbitrage : Jerónimo Montes García-Navas |

|       | SD Beasain (5) | 0 – 1   | FC Cartagena (2) |                                                                                          |                                                                                          |
| 19h30 |                | (0 – 0) | 90e Muñoz        | Stade municipal de Loinaz, Beasain Spectateurs : 1 000 Arbitrage : Miguel Sesma Espinosa | Stade municipal de Loinaz, Beasain Spectateurs : 1 000 Arbitrage : Miguel Sesma Espinosa |
| 19h30 | Rapport        |         |                  | Stade municipal de Loinaz, Beasain Spectateurs : 1 000 Arbitrage : Miguel Sesma Espinosa | Stade municipal de Loinaz, Beasain Spectateurs : 1 000 Arbitrage : Miguel Sesma Espinosa |

|       | CD Móstoles URJC (4)  | 2 – 5   | Burgos CF (2)                                                   |                                                                                                  |                                                                                                  |
| 19h30 | Garci 25e · Gabri 70e | (1 – 2) | 32e González · 34e Arroyo · 50e Sancris · 51e Niño · 66e Miguel | Stade municipal El Soto, Móstoles Spectateurs : 2 000 Arbitrage : Sergiu Claudiu Muresan Muresan | Stade municipal El Soto, Móstoles Spectateurs : 2 000 Arbitrage : Sergiu Claudiu Muresan Muresan |
| 19h30 | Rapport               |         |                                                                 | Stade municipal El Soto, Móstoles Spectateurs : 2 000 Arbitrage : Sergiu Claudiu Muresan Muresan | Stade municipal El Soto, Móstoles Spectateurs : 2 000 Arbitrage : Sergiu Claudiu Muresan Muresan |

|       | Bergantiños FC (4) | 1 – 2   | Marbella FC (3) |                                                                                              |                                                                                              |
| 19h30 | Ouhdadi 64e        | (0 – 2) | 15e 22e Dorian  | Campo Municipal de As Eiroas, Carballo Spectateurs : 500 Arbitrage : Francisco García Riesgo | Campo Municipal de As Eiroas, Carballo Spectateurs : 500 Arbitrage : Francisco García Riesgo |
| 19h30 | Rapport            |         |                 | Campo Municipal de As Eiroas, Carballo Spectateurs : 500 Arbitrage : Francisco García Riesgo | Campo Municipal de As Eiroas, Carballo Spectateurs : 500 Arbitrage : Francisco García Riesgo |

|       | UP Langreo (4)       | 1 – 2 ap              | Orihuela CF (4)          |                                                                               |                                                                               |
| 19h30 | Vanderson 73e (pen.) | (1 – 1, 1 – 1, 1 – 1) | 85e Chuli · 111e Miranda | Stade Ganzábal, Langreo Spectateurs : 1 000 Arbitrage : Alberto Aranda Bujedo | Stade Ganzábal, Langreo Spectateurs : 1 000 Arbitrage : Alberto Aranda Bujedo |
| 19h30 | Rapport              |                       |                          | Stade Ganzábal, Langreo Spectateurs : 1 000 Arbitrage : Alberto Aranda Bujedo | Stade Ganzábal, Langreo Spectateurs : 1 000 Arbitrage : Alberto Aranda Bujedo |

|       | CD Cortes (5) | 0 – 2   | Grenade CF (2)                  |                                                                               |                                                                               |
| 20h00 |               | (0 – 1) | 30e Weissman · 67e (csc) Salvas | Cuidad de Tudela, Tudela Spectateurs : 1 000 Arbitrage : Eder Mallo Fernández | Cuidad de Tudela, Tudela Spectateurs : 1 000 Arbitrage : Eder Mallo Fernández |
| 20h00 | Rapport       |         |                                 | Cuidad de Tudela, Tudela Spectateurs : 1 000 Arbitrage : Eder Mallo Fernández | Cuidad de Tudela, Tudela Spectateurs : 1 000 Arbitrage : Eder Mallo Fernández |

|       | UE Sant Andreu (4)      | 2 – 1   | CD Mirandés (2)        |                                                                                   |                                                                                   |
| 20h00 | Lucas 13e · Paredes 65e | (1 – 1) | 24e (pen.) Homenchenko | Stade Narcís Sala, Barcelone Spectateurs : 5 139 Arbitrage : Rafael Sánchez López | Stade Narcís Sala, Barcelone Spectateurs : 5 139 Arbitrage : Rafael Sánchez López |
| 20h00 | Rapport                 |         |                        | Stade Narcís Sala, Barcelone Spectateurs : 5 139 Arbitrage : Rafael Sánchez López | Stade Narcís Sala, Barcelone Spectateurs : 5 139 Arbitrage : Rafael Sánchez López |

|       | CF Badalona Futur (4) | 0 – 2   | SD Huesca (2)                     |                                                                                                |                                                                                                |
| 20h00 |                       | (0 – 1) | 23e (pen.) Unzueta · 64e Bejarano | Camp Municipal, Premià de Dalt Spectateurs : 1 000 Arbitrage : José Antonio Sánchez Villalobos | Camp Municipal, Premià de Dalt Spectateurs : 1 000 Arbitrage : José Antonio Sánchez Villalobos |
| 20h00 | Rapport               |         |                                   | Camp Municipal, Premià de Dalt Spectateurs : 1 000 Arbitrage : José Antonio Sánchez Villalobos | Camp Municipal, Premià de Dalt Spectateurs : 1 000 Arbitrage : José Antonio Sánchez Villalobos |

|       | UD Logroñés (4) | 1 – 0 ap              | SD Eibar (2) |                                                                                       |                                                                                       |
| 20h00 | Arnau 108e      | (0 – 0, 0 – 0, 0 – 0) |              | Estadio Las Gaunas, Logroño Spectateurs : 3 422 Arbitrage : Oliver de la Fuente Ramos | Estadio Las Gaunas, Logroño Spectateurs : 3 422 Arbitrage : Oliver de la Fuente Ramos |
| 20h00 | Rapport         |                       |              | Estadio Las Gaunas, Logroño Spectateurs : 3 422 Arbitrage : Oliver de la Fuente Ramos | Estadio Las Gaunas, Logroño Spectateurs : 3 422 Arbitrage : Oliver de la Fuente Ramos |

|       | CD Numancia (4) | 0 – 1   | Sporting de Gijón (2) |                                                                                                |                                                                                                |
| 20h00 |                 | (0 – 1) | 61e Oyón              | Nouveau stade Los Pajaritos, Soria Spectateurs : 3 303 Arbitrage : Dámaso Arcediano Monescillo | Nouveau stade Los Pajaritos, Soria Spectateurs : 3 303 Arbitrage : Dámaso Arcediano Monescillo |
| 20h00 | Rapport         |         |                       | Nouveau stade Los Pajaritos, Soria Spectateurs : 3 303 Arbitrage : Dámaso Arcediano Monescillo | Nouveau stade Los Pajaritos, Soria Spectateurs : 3 303 Arbitrage : Dámaso Arcediano Monescillo |

|       | Utebo FC (4) | 0 – 4   | Unionistas de Salamanca (3)          |                                                                              |                                                                              |
| 20h00 |              | (0 – 4) | 13e 16e 41e Rabadán · 45+2e Martínez | Stade de Santa Ana, Utebo Spectateurs : 300 Arbitrage : Gerard Brull Acerete | Stade de Santa Ana, Utebo Spectateurs : 300 Arbitrage : Gerard Brull Acerete |
| 20h00 | Rapport      |         |                                      | Stade de Santa Ana, Utebo Spectateurs : 300 Arbitrage : Gerard Brull Acerete | Stade de Santa Ana, Utebo Spectateurs : 300 Arbitrage : Gerard Brull Acerete |

|       | CD Laredo (4) | 0 – 6   | Yeclano Deportivo (3)                                                   |                                                                                 |                                                                                 |
| 20h00 |               | (0 – 3) | 2e de Pedro · 27e 61e Relu · 37e Naranjo · 83e Senestrari · 85e Sanchís | Stade San Lorenzo, Laredo Spectateurs : 1 500 Arbitrage : Aimar Velasco Arbaiza | Stade San Lorenzo, Laredo Spectateurs : 1 500 Arbitrage : Aimar Velasco Arbaiza |
| 20h00 | Rapport       |         |                                                                         | Stade San Lorenzo, Laredo Spectateurs : 1 500 Arbitrage : Aimar Velasco Arbaiza | Stade San Lorenzo, Laredo Spectateurs : 1 500 Arbitrage : Aimar Velasco Arbaiza |

|       | Juventud de Torremolinos (4) | 1 – 2   | Zamora CF (3)                 |                                                                                                 |                                                                                                 |
| 20h00 | Altube 34e (csc)             | (1 – 1) | 45+1e Campabadal · 87e Lucero | Stade municipal El Pozuelo, Torremolinos Spectateurs : 1 500 Arbitrage : Alejandro Ojaos Valera | Stade municipal El Pozuelo, Torremolinos Spectateurs : 1 500 Arbitrage : Alejandro Ojaos Valera |
| 20h00 | Rapport                      |         |                               | Stade municipal El Pozuelo, Torremolinos Spectateurs : 1 500 Arbitrage : Alejandro Ojaos Valera | Stade municipal El Pozuelo, Torremolinos Spectateurs : 1 500 Arbitrage : Alejandro Ojaos Valera |

|       | UM Escobedo (4)                                    | 0 – 0 ap 4 – 5 t. a. b. | SD Ponferradina (3)                          |                                                                                 |                                                                                 |
| 20h00 |                                                    |                         |                                              | Stade La Maruca, Camargo Spectateurs : 1 700 Arbitrage : Millán Bárcenas Torres | Stade La Maruca, Camargo Spectateurs : 1 700 Arbitrage : Millán Bárcenas Torres |
| 20h00 | Rapport                                            |                         |                                              | Stade La Maruca, Camargo Spectateurs : 1 700 Arbitrage : Millán Bárcenas Torres | Stade La Maruca, Camargo Spectateurs : 1 700 Arbitrage : Millán Bárcenas Torres |
| 20h00 | Fontán · Villasana · Casar · Tresgallo · Fernández | Tirs au but 4 – 5       | Esquerdo · Cortés · López · Costa · Cabanzón | Stade La Maruca, Camargo Spectateurs : 1 700 Arbitrage : Millán Bárcenas Torres | Stade La Maruca, Camargo Spectateurs : 1 700 Arbitrage : Millán Bárcenas Torres |

|       | Lleida CF (4) | 1 – 3   | Barakaldo CF (3)               |                                                                            |                                                                            |
| 20h00 | Cortijo 69e   | (0 – 1) | 37e Revilla · 65e 82e Santiago | Camp d'Esports, Lérida Spectateurs : 1 300 Arbitrage : Armando Ramo Andrés | Camp d'Esports, Lérida Spectateurs : 1 300 Arbitrage : Armando Ramo Andrés |
| 20h00 | Rapport       |         |                                | Camp d'Esports, Lérida Spectateurs : 1 300 Arbitrage : Armando Ramo Andrés | Camp d'Esports, Lérida Spectateurs : 1 300 Arbitrage : Armando Ramo Andrés |

|       | Salamanca CF UDS (4) | 1 – 0   | AD Alcorcón (3) |                                                                                         |                                                                                         |
| 20h00 | Caramelo 80e         | (0 – 0) |                 | Stade Helmántico, Salamanque Spectateurs : 4 200 Arbitrage : Javier Figueiredo Comesaña | Stade Helmántico, Salamanque Spectateurs : 4 200 Arbitrage : Javier Figueiredo Comesaña |
| 20h00 | Rapport              |         |                 | Stade Helmántico, Salamanque Spectateurs : 4 200 Arbitrage : Javier Figueiredo Comesaña | Stade Helmántico, Salamanque Spectateurs : 4 200 Arbitrage : Javier Figueiredo Comesaña |

|       | CD Coria (4) | 0 – 3   | Elche CF (2)                                |                                                                                |                                                                                |
| 20h30 |              | (0 – 2) | 15e Mario Gaspar · 26e Mourad · 82e Álvarez | Stade La Isla, Coria Spectateurs : 1 400 Arbitrage : José Luis Guzmán Mansilla | Stade La Isla, Coria Spectateurs : 1 400 Arbitrage : José Luis Guzmán Mansilla |
| 20h30 | Rapport      |         |                                             | Stade La Isla, Coria Spectateurs : 1 400 Arbitrage : José Luis Guzmán Mansilla | Stade La Isla, Coria Spectateurs : 1 400 Arbitrage : José Luis Guzmán Mansilla |

|       | CP Cacereño (4)                 | 2 – 1 ap              | Gimnástica Segoviana (3) | | |
| 20h30 | Pérez 7e · Martínez 102e (pen.) | (1 – 0, 1 – 1, 2 – 1) | 84e Manu                 | Stade Príncipe Felipe, Cáceres Spectateurs : 2 243 Arbitrage : Francisco Javier Expósito Jaramillo | Stade Príncipe Felipe, Cáceres Spectateurs : 2 243 Arbitrage : Francisco Javier Expósito Jaramillo |
| 20h30 | Rapport                         |                       |                          | Stade Príncipe Felipe, Cáceres Spectateurs : 2 243 Arbitrage : Francisco Javier Expósito Jaramillo | Stade Príncipe Felipe, Cáceres Spectateurs : 2 243 Arbitrage : Francisco Javier Expósito Jaramillo |

|       | UB Conquense (4) | 1 – 0   | UD Ibiza (3) |                                                                                  |                                                                                  |
| 20h30 | Caballero 69e    | (0 – 0) |              | Stade La Fuensanta, Cuenca Spectateurs : 3 000 Arbitrage : Fernando Bueno Prieto | Stade La Fuensanta, Cuenca Spectateurs : 3 000 Arbitrage : Fernando Bueno Prieto |
| 20h30 | Rapport          |         |              | Stade La Fuensanta, Cuenca Spectateurs : 3 000 Arbitrage : Fernando Bueno Prieto | Stade La Fuensanta, Cuenca Spectateurs : 3 000 Arbitrage : Fernando Bueno Prieto |

|       | UD San Pedro (6) | 1 – 5   | Celta de Vigo (1)                                     | | |
| 21h00 | Carmona 14e      | (1 – 3) | 4e Alfon · 18e Durán · 40e Allende · 61e 83e Douvíkas | Stade municipal Antonio Naranjo, San Pedro Alcántara Spectateurs : 4 000 Arbitrage : Juan Luis Pulido Santana | Stade municipal Antonio Naranjo, San Pedro Alcántara Spectateurs : 4 000 Arbitrage : Juan Luis Pulido Santana |
| 21h00 | Rapport          |         |                                                       | Stade municipal Antonio Naranjo, San Pedro Alcántara Spectateurs : 4 000 Arbitrage : Juan Luis Pulido Santana | Stade municipal Antonio Naranjo, San Pedro Alcántara Spectateurs : 4 000 Arbitrage : Juan Luis Pulido Santana |

|       | CD Extremadura (5) | 0 – 4   | Girona FC (1)                            | | |
| 21h00 |                    | (0 – 1) | 12e Gil · 57e 62e Miovski · 76e Martínez | Stade Francisco de la Hera, Almendralejo Spectateurs : 6 965 Arbitrage : José Luis Munuera Montero | Stade Francisco de la Hera, Almendralejo Spectateurs : 6 965 Arbitrage : José Luis Munuera Montero |
| 21h00 | Rapport            |         |                                          | Stade Francisco de la Hera, Almendralejo Spectateurs : 6 965 Arbitrage : José Luis Munuera Montero | Stade Francisco de la Hera, Almendralejo Spectateurs : 6 965 Arbitrage : José Luis Munuera Montero |

|       | UD San Sebastián de los Reyes (4) | 1 – 2   | UD Almería (2)  | | |
| 21h00 | Tito 20e                          | (1 – 2) | 38e 42e Puigmal | Municipal Nuevo Matapiñonera, San Sebastián de los Reyes Spectateurs : 1 400 Arbitrage : Iosu Galech Apezteguía | Municipal Nuevo Matapiñonera, San Sebastián de los Reyes Spectateurs : 1 400 Arbitrage : Iosu Galech Apezteguía |
| 21h00 | Rapport                           |         |                 | Municipal Nuevo Matapiñonera, San Sebastián de los Reyes Spectateurs : 1 400 Arbitrage : Iosu Galech Apezteguía | Municipal Nuevo Matapiñonera, San Sebastián de los Reyes Spectateurs : 1 400 Arbitrage : Iosu Galech Apezteguía |

|       | Águilas FC (4) | 0 – 1   | CD Castellón (2) |                                                                                       |                                                                                       |
| 21h00 |                | (0 – 0) | 73e Seuntjens    | Stade El Rubial, Águilas Spectateurs : 2 000 Arbitrage : Manuel Ángel Pérez Hernández | Stade El Rubial, Águilas Spectateurs : 2 000 Arbitrage : Manuel Ángel Pérez Hernández |
| 21h00 | Rapport        |         |                  | Stade El Rubial, Águilas Spectateurs : 2 000 Arbitrage : Manuel Ángel Pérez Hernández | Stade El Rubial, Águilas Spectateurs : 2 000 Arbitrage : Manuel Ángel Pérez Hernández |

|           | CD Atlético Paso (4) | 0 – 1   | CD Eldense (2)    |                                                                                  |                                                                                  |
| 20h30 WET |                      | (0 – 1) | 43e (pen.) Ropero | Stade municipal, El Paso Spectateurs : 827 Arbitrage : Daniel Palencia Caballero | Stade municipal, El Paso Spectateurs : 827 Arbitrage : Daniel Palencia Caballero |
| 20h30 WET | Rapport              |         |                   | Stade municipal, El Paso Spectateurs : 827 Arbitrage : Daniel Palencia Caballero | Stade municipal, El Paso Spectateurs : 827 Arbitrage : Daniel Palencia Caballero |

| 31 octobre 2024 | UE Vic (6) | 0 – 2   | Atlético de Madrid (1) |                                                                                      |                                                                                      |
| 19h00           |            | (0 – 0) | 81e (pen.) 89e Álvarez | Stade Hipòlit Planàs, Vic Spectateurs : 6 300 Arbitrage : Guillermo Cuadra Fernández | Stade Hipòlit Planàs, Vic Spectateurs : 6 300 Arbitrage : Guillermo Cuadra Fernández |
| 19h00           | Rapport    |         |                        | Stade Hipòlit Planàs, Vic Spectateurs : 6 300 Arbitrage : Guillermo Cuadra Fernández | Stade Hipòlit Planàs, Vic Spectateurs : 6 300 Arbitrage : Guillermo Cuadra Fernández |

|       | San Tirso SD (6) | 0 – 4   | Espanyol de Barcelone (1)         |                                                                                 |                                                                                 |
| 19h00 |                  | (0 – 0) | 53e 86e 90+1e Véliz · 85e Cardona | Stade de Riazor, La Corogne Spectateurs : 4 000 Arbitrage : Adrián Cordero Vega | Stade de Riazor, La Corogne Spectateurs : 4 000 Arbitrage : Adrián Cordero Vega |
| 19h00 | Rapport          |         |                                   | Stade de Riazor, La Corogne Spectateurs : 4 000 Arbitrage : Adrián Cordero Vega | Stade de Riazor, La Corogne Spectateurs : 4 000 Arbitrage : Adrián Cordero Vega |

|       | UD Barbastro (4)                         | 4 – 0   | SD Amorebieta (3) |                                                                                       |                                                                                       |
| 19h00 | de Mesa 56e 74e · Barrera 62e 69e (pen.) | (0 – 0) |                   | Municipal de Deportes, Barbastro Spectateurs : 800 Arbitrage : Gonzalo Romero Freixas | Municipal de Deportes, Barbastro Spectateurs : 800 Arbitrage : Gonzalo Romero Freixas |
| 19h00 | Rapport                                  |         |                   | Municipal de Deportes, Barbastro Spectateurs : 800 Arbitrage : Gonzalo Romero Freixas | Municipal de Deportes, Barbastro Spectateurs : 800 Arbitrage : Gonzalo Romero Freixas |

|       | Real Ávila (4)           | 0 – 0 ap 3 – 0 t. a. b. | Real Oviedo (2)             |                                                                                                |                                                                                                |
| 20h00 |                          |                         |                             | Stade municipal Adolfo Suárez, Ávila Spectateurs : 2 521 Arbitrage : Manuel Jesús Orellana Cid | Stade municipal Adolfo Suárez, Ávila Spectateurs : 2 521 Arbitrage : Manuel Jesús Orellana Cid |
| 20h00 | Rapport                  |                         |                             | Stade municipal Adolfo Suárez, Ávila Spectateurs : 2 521 Arbitrage : Manuel Jesús Orellana Cid | Stade municipal Adolfo Suárez, Ávila Spectateurs : 2 521 Arbitrage : Manuel Jesús Orellana Cid |
| 20h00 | Martín · Carrión · Rivas | Tirs au but 3 – 0       | Colombatto · Lemos · Moyano | Stade municipal Adolfo Suárez, Ávila Spectateurs : 2 521 Arbitrage : Manuel Jesús Orellana Cid | Stade municipal Adolfo Suárez, Ávila Spectateurs : 2 521 Arbitrage : Manuel Jesús Orellana Cid |

|       | CD Tudelano (4) | 0 – 5   | Deportiva Minera (4)                                               |                                                                                |                                                                                |
| 20h00 |                 | (0 – 2) | 11e Pujante · 30e Britos · 56e Vera · 82e Perdomo · 90+1e Martínez | Ciudad de Tudela, Tudela Spectateurs : 4 000 Arbitrage : Adrián Calvo Martínez | Ciudad de Tudela, Tudela Spectateurs : 4 000 Arbitrage : Adrián Calvo Martínez |
| 20h00 | Rapport         |         |                                                                    | Ciudad de Tudela, Tudela Spectateurs : 4 000 Arbitrage : Adrián Calvo Martínez | Ciudad de Tudela, Tudela Spectateurs : 4 000 Arbitrage : Adrián Calvo Martínez |

|       | CD Don Benito (4) | 1 – 2   | FC Andorra (3)           |                                                                                                |                                                                                                |
| 20h30 | Tapia 15e         | (1 – 1) | 7e Ndiaye · 77e Clemente | Stade municipal Vicente Sanz, Don Benito Spectateurs : 1 600 Arbitrage : Gonzalo González Páez | Stade municipal Vicente Sanz, Don Benito Spectateurs : 1 600 Arbitrage : Gonzalo González Páez |
| 20h30 | Rapport           |         |                          | Stade municipal Vicente Sanz, Don Benito Spectateurs : 1 600 Arbitrage : Gonzalo González Páez | Stade municipal Vicente Sanz, Don Benito Spectateurs : 1 600 Arbitrage : Gonzalo González Páez |

|       | CD Gévora (6)       | 1 – 6   | Real Betis (1)                                                    | | |
| 21h00 | Juanma 90+1e (pen.) | (0 – 3) | 6e Altimira · 26e Diao · 28e Bakambu · 68e Juanmi · 79e 87e Roque | Stade Francisco de la Hera, Almendralejo Spectateurs : 8 724 Arbitrage : José María Sánchez Martínez | Stade Francisco de la Hera, Almendralejo Spectateurs : 8 724 Arbitrage : José María Sánchez Martínez |
| 21h00 | Rapport             |         |                                                                   | Stade Francisco de la Hera, Almendralejo Spectateurs : 8 724 Arbitrage : José María Sánchez Martínez | Stade Francisco de la Hera, Almendralejo Spectateurs : 8 724 Arbitrage : José María Sánchez Martínez |

|       | Ontiñena CF (6) | 0 – 7   | UD Las Palmas (1)                               |                                                                                     |                                                                                     |
| 21h00 |                 | (0 – 1) | 18e 68e 85e 88e Mata · 74e Cardona · 78e Herzog | Stade Isidro Calderón, Monzón Spectateurs : 2 000 Arbitrage : Víctor García Verdura | Stade Isidro Calderón, Monzón Spectateurs : 2 000 Arbitrage : Víctor García Verdura |
| 21h00 | Rapport         |         |                                                 | Stade Isidro Calderón, Monzón Spectateurs : 2 000 Arbitrage : Víctor García Verdura | Stade Isidro Calderón, Monzón Spectateurs : 2 000 Arbitrage : Víctor García Verdura |

|       | CD Cuarte (5) | 1 – 3   | Racing de Ferrol (2)                                 | | |
| 21h00 | Solbes 90+2e  | (0 – 2) | 8e (pen.) Vallejo · 32e Jauregi · 63e (pen.) Giménez | Stade Juan Guerrero El Lobo, Cuarte de Huerva Spectateurs : 1 000 Arbitrage : Jon Ander González Esteban | Stade Juan Guerrero El Lobo, Cuarte de Huerva Spectateurs : 1 000 Arbitrage : Jon Ander González Esteban |
| 21h00 | Rapport       |         |                                                      | Stade Juan Guerrero El Lobo, Cuarte de Huerva Spectateurs : 1 000 Arbitrage : Jon Ander González Esteban | Stade Juan Guerrero El Lobo, Cuarte de Huerva Spectateurs : 1 000 Arbitrage : Jon Ander González Esteban |

|       | CD Estepona FS (4)                 | 3 – 2 ap              | Málaga CF (2)                |                                                                                               |                                                                                               |
| 21h00 | Mesa 59e · García 102e · Dago 116e | (0 – 1, 1 – 1, 2 – 1) | 28e Baturina · 118e Larrubia | Stade municipal, La Línea de la Concepción Spectateurs : 2 500 Arbitrage : Germán Cid Camacho | Stade municipal, La Línea de la Concepción Spectateurs : 2 500 Arbitrage : Germán Cid Camacho |
| 21h00 | Rapport                            |                       |                              | Stade municipal, La Línea de la Concepción Spectateurs : 2 500 Arbitrage : Germán Cid Camacho | Stade municipal, La Línea de la Concepción Spectateurs : 2 500 Arbitrage : Germán Cid Camacho |

|       | CD Alfaro (4) | 0 – 2 ap              | CD Tenerife (2)           |                                                                              |                                                                              |
| 21h00 |               | (0 – 0, 0 – 0, 0 – 0) | 114e (pen.) 120+1e Sergio | Stade La Molineta, Alfaro Spectateurs : 2 800 Arbitrage : Carlos Muñiz Muñoz | Stade La Molineta, Alfaro Spectateurs : 2 800 Arbitrage : Carlos Muñiz Muñoz |
| 21h00 | Rapport       |                       |                           | Stade La Molineta, Alfaro Spectateurs : 2 800 Arbitrage : Carlos Muñiz Muñoz | Stade La Molineta, Alfaro Spectateurs : 2 800 Arbitrage : Carlos Muñiz Muñoz |

|       | UD Llanera (4) | 0 – 2 ap              | Cultural Leonesa (3)  |                                                                                    |                                                                                    |
| 21h00 |                | (0 – 0, 0 – 0, 0 – 1) | 101e 116e I. Martínez | Stade El Bayu, Pola de Siero Spectateurs : 1 700 Arbitrage : Álvaro Juncal Moreira | Stade El Bayu, Pola de Siero Spectateurs : 1 700 Arbitrage : Álvaro Juncal Moreira |
| 21h00 | Rapport        |                       |                       | Stade El Bayu, Pola de Siero Spectateurs : 1 700 Arbitrage : Álvaro Juncal Moreira | Stade El Bayu, Pola de Siero Spectateurs : 1 700 Arbitrage : Álvaro Juncal Moreira |

| 5 novembre 2024 | Chiclana CF (6) | 0 – 5   | CA Osasuna (1)                                              | | |
| 19h00           |                 | (0 – 0) | 51e 79e García · 53e (pen.) Benito · 71e Arnáiz · 76e Gómez | Campo Municipal de Deportes, Chiclana de la Frontera Spectateurs : 4 500 Arbitrage : Francisco José Hernández Maeso | Campo Municipal de Deportes, Chiclana de la Frontera Spectateurs : 4 500 Arbitrage : Francisco José Hernández Maeso |
| 19h00           | Rapport         |         |                                                             | Campo Municipal de Deportes, Chiclana de la Frontera Spectateurs : 4 500 Arbitrage : Francisco José Hernández Maeso | Campo Municipal de Deportes, Chiclana de la Frontera Spectateurs : 4 500 Arbitrage : Francisco José Hernández Maeso |

| 6 novembre 2024 | Xerez CD (4) | 0 – 1   | AD Ceuta FC (3) | | |
| 19h00           |              | (0 – 1) | 7e Aquino       | Stade municipal de Chapín, Jerez de la Frontera Spectateurs : 4 023 Arbitrage : David Miranda Bolaño | Stade municipal de Chapín, Jerez de la Frontera Spectateurs : 4 023 Arbitrage : David Miranda Bolaño |
| 19h00           | Rapport      |         |                 | Stade municipal de Chapín, Jerez de la Frontera Spectateurs : 4 023 Arbitrage : David Miranda Bolaño | Stade municipal de Chapín, Jerez de la Frontera Spectateurs : 4 023 Arbitrage : David Miranda Bolaño |

| 14 novembre 2024 | SD Ejea (4) | 1 – 0   | Hércules CF (3) | | |
| 18h00            | Rodri 70e   | (0 – 0) |                 | Stade municipal de Luchán, Ejea de los Caballeros Spectateurs : 1 600 Arbitrage : Gorka Etayo Herrera | Stade municipal de Luchán, Ejea de los Caballeros Spectateurs : 1 600 Arbitrage : Gorka Etayo Herrera |
| 18h00            | Rapport     |         |                 | Stade municipal de Luchán, Ejea de los Caballeros Spectateurs : 1 600 Arbitrage : Gorka Etayo Herrera | Stade municipal de Luchán, Ejea de los Caballeros Spectateurs : 1 600 Arbitrage : Gorka Etayo Herrera |

| 19 novembre 2024 | Pontevedra CF (4)                                      | 4 – 1   | Levante UD (2) |                                                                                |                                                                                |
| 20h00            | Hernández 23e · Fontán 56e · Chiqui 90+1e · Pino 90+6e | (1 – 0) | 72e Morales    | Stade Pasarón, Pontevedra Spectateurs : 3 837 Arbitrage : Miguel González Díaz | Stade Pasarón, Pontevedra Spectateurs : 3 837 Arbitrage : Miguel González Díaz |
| 20h00            | Rapport                                                |         |                | Stade Pasarón, Pontevedra Spectateurs : 3 837 Arbitrage : Miguel González Díaz | Stade Pasarón, Pontevedra Spectateurs : 3 837 Arbitrage : Miguel González Díaz |

| 21 novembre 2024 | FC Jove Español (5) | 0 – 5   | Real Sociedad (1)                                             |                                                                                             |                                                                                             |
| 21h00            |                     | (0 – 4) | 11e 14e Barrenetxea · 38e Gómez · 43e Magunazelaia · 77e Goti | Stade José-Rico-Pérez, Alicante Spectateurs : 7 000 Arbitrage : Alejandro Quintero González | Stade José-Rico-Pérez, Alicante Spectateurs : 7 000 Arbitrage : Alejandro Quintero González |
| 21h00            | Rapport             |         |                                                               | Stade José-Rico-Pérez, Alicante Spectateurs : 7 000 Arbitrage : Alejandro Quintero González | Stade José-Rico-Pérez, Alicante Spectateurs : 7 000 Arbitrage : Alejandro Quintero González |

| 26 novembre 2024 | CP Parla Escuela (6) | 0 – 1   | Valence CF (1) |                                                                              |                                                                              |
| 19h00            |                      | (0 – 1) | 20e Pepelu     | Campo Las Américas, Parla Spectateurs : 4 300 Arbitrage : Mario Melero López | Campo Las Américas, Parla Spectateurs : 4 300 Arbitrage : Mario Melero López |
| 19h00            | Rapport              |         |                | Campo Las Américas, Parla Spectateurs : 4 300 Arbitrage : Mario Melero López | Campo Las Américas, Parla Spectateurs : 4 300 Arbitrage : Mario Melero López |

|       | Manises CF (6) | 0 – 3   | Getafe CF (1)                |                                                                                              |                                                                                              |
| 19h00 |                | (0 – 3) | 32e 45e Yildirim · 43e Peter | Polideportivo Municipal de Manises, Manises Spectateurs : 4 000 Arbitrage : César Soto Grado | Polideportivo Municipal de Manises, Manises Spectateurs : 4 000 Arbitrage : César Soto Grado |
| 19h00 | Rapport        |         |                              | Polideportivo Municipal de Manises, Manises Spectateurs : 4 000 Arbitrage : César Soto Grado | Polideportivo Municipal de Manises, Manises Spectateurs : 4 000 Arbitrage : César Soto Grado |

### Deuxième tour

#### Participants
Les 55 clubs qualifiés du premier tour sont rejoints par le champion de Primera Federación 2023-2024, le Deportivo La Corogne. Les 4 participants à la Supercoupe d'Espagne sont exempts.

#### Tirage au sort
Les 56 clubs sont répartis dans 4 pots en fonction de leur division. Les clubs des divisions inférieures accueillent la rencontre. Si deux clubs de la même division s'affrontent, le club tiré en premier évolue à domicile.
L'ordre du tirage est le suivant : 
- Les clubs du pot 4 sont opposés à des clubs du pot 1 ;
- Les deux premiers clubs du pot 3 tirés sont opposés à des clubs du pot 1 ;
- Les neuf clubs restants du pot 3 sont opposés à des clubs du pot 2 ;
- Les six clubs restants du pot 2 sont opposés entre eux.

Le tirage au sort a lieu le 27 novembre 2024.

#### Rencontres
| 3 décembre 2024 | Real Ávila (4)  | 2 – 4 ap              | Real Valladolid (1)                             |                                                                                                  |                                                                                                  |
| 19h00           | Carrión 47e 53e | (0 – 1, 2 – 2, 2 – 2) | 15e Latasa · 74e 112e Marcos André · 119e Pérez | Stade municipal Adolfo Suárez, Ávila Spectateurs : 4 689 Arbitrage : Alejandro Quintero González | Stade municipal Adolfo Suárez, Ávila Spectateurs : 4 689 Arbitrage : Alejandro Quintero González |
| 19h00           | Rapport         |                       |                                                 | Stade municipal Adolfo Suárez, Ávila Spectateurs : 4 689 Arbitrage : Alejandro Quintero González | Stade municipal Adolfo Suárez, Ávila Spectateurs : 4 689 Arbitrage : Alejandro Quintero González |

|       | Yeclano Deportivo (3) | 0 – 1   | Elche CF (2) |                                                                                                 |                                                                                                 |
| 20h00 |                       | (0 – 0) | 70e Plano    | Stade de La Constitución, Yecla Spectateurs : 2 800 Arbitrage : José Antonio Sánchez Villalobos | Stade de La Constitución, Yecla Spectateurs : 2 800 Arbitrage : José Antonio Sánchez Villalobos |
| 20h00 | Rapport               |         |              | Stade de La Constitución, Yecla Spectateurs : 2 800 Arbitrage : José Antonio Sánchez Villalobos | Stade de La Constitución, Yecla Spectateurs : 2 800 Arbitrage : José Antonio Sánchez Villalobos |

|       | Salamanca CF UDS (4) | 0 – 7   | Celta de Vigo (1)                                                                         |                                                                                  |                                                                                  |
| 21h00 |                      | (0 – 3) | 5e Swedberg · 36e (pen.) Sotelo · 43e Durán · 65e Allende · 69e Domínguez · 78e 89e López | Stade Helmántico, Salamanque Spectateurs : 8 000 Arbitrage : Adrián Cordero Vega | Stade Helmántico, Salamanque Spectateurs : 8 000 Arbitrage : Adrián Cordero Vega |
| 21h00 | Rapport              |         |                                                                                           | Stade Helmántico, Salamanque Spectateurs : 8 000 Arbitrage : Adrián Cordero Vega | Stade Helmántico, Salamanque Spectateurs : 8 000 Arbitrage : Adrián Cordero Vega |

|       | UD Barbastro (4)       | 2 – 0   | Espanyol de Barcelone (1) |                                                                                        |                                                                                        |
| 21h00 | Barrera 55e 81e (pen.) | (0 – 0) |                           | Municipal de Deportes, Barbastro Spectateurs : 1 900 Arbitrage : Javier Alberola Rojas | Municipal de Deportes, Barbastro Spectateurs : 1 900 Arbitrage : Javier Alberola Rojas |
| 21h00 | Rapport                |         |                           | Municipal de Deportes, Barbastro Spectateurs : 1 900 Arbitrage : Javier Alberola Rojas | Municipal de Deportes, Barbastro Spectateurs : 1 900 Arbitrage : Javier Alberola Rojas |

|       | Real Saragosse (2)                                | 2 – 2 ap 4 – 5 t. a. b. | Grenade CF (2)                                           |                                                                                     |                                                                                     |
| 21h00 | Ares 18e 45+3e                                    | (2 – 2, 2 – 2, 2 – 2)   | 42e Weissman · 45e (csc) Clemente                        | Stade de La Romareda, Saragosse Spectateurs : 10 153 Arbitrage : Germán Cid Camacho | Stade de La Romareda, Saragosse Spectateurs : 10 153 Arbitrage : Germán Cid Camacho |
| 21h00 | Rapport                                           |                         |                                                          | Stade de La Romareda, Saragosse Spectateurs : 10 153 Arbitrage : Germán Cid Camacho | Stade de La Romareda, Saragosse Spectateurs : 10 153 Arbitrage : Germán Cid Camacho |
| 21h00 | Serrano · Calero · Luna · Clemente · Bare · Mañas | Tirs au but 4 – 5       | Villar · Ruiz · Weissman · Zidane · Tsitaishvili · Rubio | Stade de La Romareda, Saragosse Spectateurs : 10 153 Arbitrage : Germán Cid Camacho | Stade de La Romareda, Saragosse Spectateurs : 10 153 Arbitrage : Germán Cid Camacho |

|       | CE Europa (4) | 1 – 2   | UD Las Palmas (1) |                                                                            |                                                                            |
| 21h15 | Mahicas 55e   | (0 – 0) | 48e 75e McBurnie  | Nou Sardenya, Barcelone Spectateurs : 4 018 Arbitrage : Mario Melero López | Nou Sardenya, Barcelone Spectateurs : 4 018 Arbitrage : Mario Melero López |
| 21h15 | Rapport       |         |                   | Nou Sardenya, Barcelone Spectateurs : 4 018 Arbitrage : Mario Melero López | Nou Sardenya, Barcelone Spectateurs : 4 018 Arbitrage : Mario Melero López |

| 4 décembre 2024 | UE Sant Andreu (4) | 1 – 3   | Real Betis (1)                         |                                                                                    |                                                                                    |
| 19h00           | Serrano 36e        | (1 – 1) | 26e Ávila · 79e Bartra · 90+6e Ez Abde | Stade Narcís Sala, Barcelone Spectateurs : 6 563 Arbitrage : Mateo Busquets Ferrer | Stade Narcís Sala, Barcelone Spectateurs : 6 563 Arbitrage : Mateo Busquets Ferrer |
| 19h00           | Rapport            |         |                                        | Stade Narcís Sala, Barcelone Spectateurs : 6 563 Arbitrage : Mateo Busquets Ferrer | Stade Narcís Sala, Barcelone Spectateurs : 6 563 Arbitrage : Mateo Busquets Ferrer |

|       | Unionistas de Salamanca (3) | 2 – 3   | Rayo Vallecano (1)                 |                                                                                                |                                                                                                |
| 19h00 | Álvaro Gómez 15e · Baz 19e  | (2 – 1) | 36e Trejo · 54e Díaz · 84e Embarba | Estadio Municipal Reina Sofía, Salamanque Spectateurs : 5 914 Arbitrage : Alejandro Muñiz Ruiz | Estadio Municipal Reina Sofía, Salamanque Spectateurs : 5 914 Arbitrage : Alejandro Muñiz Ruiz |
| 19h00 | Rapport                     |         |                                    | Estadio Municipal Reina Sofía, Salamanque Spectateurs : 5 914 Arbitrage : Alejandro Muñiz Ruiz | Estadio Municipal Reina Sofía, Salamanque Spectateurs : 5 914 Arbitrage : Alejandro Muñiz Ruiz |

|       | Gimnàstic de Tarragone (3) | 0 – 1   | SD Huesca (2) |                                                                                      |                                                                                      |
| 19h00 |                            | (0 – 0) | 58e Muñoz     | Nou Estadi, Tarragone Spectateurs : 5 142 Arbitrage : Sergiu Claudiu Muresan Muresan | Nou Estadi, Tarragone Spectateurs : 5 142 Arbitrage : Sergiu Claudiu Muresan Muresan |
| 19h00 | Rapport                    |         |               | Nou Estadi, Tarragone Spectateurs : 5 142 Arbitrage : Sergiu Claudiu Muresan Muresan | Nou Estadi, Tarragone Spectateurs : 5 142 Arbitrage : Sergiu Claudiu Muresan Muresan |

|       | Ourense CF (3) | 1 – 0   | Deportivo La Corogne (2) |                                                                                   |                                                                                   |
| 20h00 | Sánchez 87e    | (0 – 0) |                          | Stade d'O Couto, Orense Spectateurs : 5 100 Arbitrage : Manuel Jesús Orellana Cid | Stade d'O Couto, Orense Spectateurs : 5 100 Arbitrage : Manuel Jesús Orellana Cid |
| 20h00 | Rapport        |         |                          | Stade d'O Couto, Orense Spectateurs : 5 100 Arbitrage : Manuel Jesús Orellana Cid | Stade d'O Couto, Orense Spectateurs : 5 100 Arbitrage : Manuel Jesús Orellana Cid |

|       | Cultural Leonesa (3) | 1 – 2   | UD Almería (2)             |                                                                                             |                                                                                             |
| 20h00 | Alba 18e             | (1 – 1) | 3e Melamed · 84e Baptistão | Estadio Municipal Reino de León, León Spectateurs : 5 321 Arbitrage : Andrés Fuentes Molina | Estadio Municipal Reino de León, León Spectateurs : 5 321 Arbitrage : Andrés Fuentes Molina |
| 20h00 | Rapport              |         |                            | Estadio Municipal Reino de León, León Spectateurs : 5 321 Arbitrage : Andrés Fuentes Molina | Estadio Municipal Reino de León, León Spectateurs : 5 321 Arbitrage : Andrés Fuentes Molina |

|       | Cadix CF (2) | 0 – 1   | CD Eldense (2)     |                                                                                    |                                                                                    |
| 20h00 |              | (0 – 0) | 82e (pen.) Chapela | Stade Nuevo Mirandilla, Cadix Spectateurs : 7 700 Arbitrage : Álvaro Moreno Aragón | Stade Nuevo Mirandilla, Cadix Spectateurs : 7 700 Arbitrage : Álvaro Moreno Aragón |
| 20h00 | Rapport      |         |                    | Stade Nuevo Mirandilla, Cadix Spectateurs : 7 700 Arbitrage : Álvaro Moreno Aragón | Stade Nuevo Mirandilla, Cadix Spectateurs : 7 700 Arbitrage : Álvaro Moreno Aragón |

|       | Racing de Santander (2) | 1 – 0   | Sporting de Gijón (2) |                                                                                          |                                                                                          |
| 20h30 | Vicente 78e             | (0 – 0) |                       | Stade El Sardinero, Santander Spectateurs : 16 827 Arbitrage : Daniel Palencia Caballero | Stade El Sardinero, Santander Spectateurs : 16 827 Arbitrage : Daniel Palencia Caballero |
| 20h30 | Rapport                 |         |                       | Stade El Sardinero, Santander Spectateurs : 16 827 Arbitrage : Daniel Palencia Caballero | Stade El Sardinero, Santander Spectateurs : 16 827 Arbitrage : Daniel Palencia Caballero |

|       | UD Logroñés (4)                                   | 0 – 0 ap 4 – 3 t. a. b. | Girona FC (1)                                  |                                                                                          |                                                                                          |
| 21h00 |                                                   |                         |                                                | Estadio Las Gaunas, Logroño Spectateurs : 7 287 Arbitrage : Ricardo de Burgos Bengoetxea | Estadio Las Gaunas, Logroño Spectateurs : 7 287 Arbitrage : Ricardo de Burgos Bengoetxea |
| 21h00 | Rapport                                           |                         |                                                | Estadio Las Gaunas, Logroño Spectateurs : 7 287 Arbitrage : Ricardo de Burgos Bengoetxea | Estadio Las Gaunas, Logroño Spectateurs : 7 287 Arbitrage : Ricardo de Burgos Bengoetxea |
| 21h00 | Caballero · Madrazo · Agüero · Moreno · Iribarren | Tirs au but 4 – 3       | van de Beek · Ruiz · Danjuma · Juanpe · Stuani | Estadio Las Gaunas, Logroño Spectateurs : 7 287 Arbitrage : Ricardo de Burgos Bengoetxea | Estadio Las Gaunas, Logroño Spectateurs : 7 287 Arbitrage : Ricardo de Burgos Bengoetxea |

|       | SD Ejea (4) | 1 – 3   | Valence CF (1)                      | | |
| 21h00 | Palmás 71e  | (0 – 0) | 49e Córdoba · 63e Gómez · 90+1e Mir | Stade municipal de Luchán, Ejea de los Caballeros Spectateurs : 3 700 Arbitrage : Miguel Ángel Ortiz Arias | Stade municipal de Luchán, Ejea de los Caballeros Spectateurs : 3 700 Arbitrage : Miguel Ángel Ortiz Arias |
| 21h00 | Rapport     |         |                                     | Stade municipal de Luchán, Ejea de los Caballeros Spectateurs : 3 700 Arbitrage : Miguel Ángel Ortiz Arias | Stade municipal de Luchán, Ejea de los Caballeros Spectateurs : 3 700 Arbitrage : Miguel Ángel Ortiz Arias |

|       | Pontevedra CF (4) | 1 – 0   | Villarreal CF (1) |                                                                                  |                                                                                  |
| 21h00 | Dalisson 87e      | (1 – 0) |                   | Stade Pasarón, Pontevedra Spectateurs : 8 192 Arbitrage : Pablo González Fuertes | Stade Pasarón, Pontevedra Spectateurs : 8 192 Arbitrage : Pablo González Fuertes |
| 21h00 | Rapport           |         |                   | Stade Pasarón, Pontevedra Spectateurs : 8 192 Arbitrage : Pablo González Fuertes | Stade Pasarón, Pontevedra Spectateurs : 8 192 Arbitrage : Pablo González Fuertes |

|       | CD Estepona FS (4)                      | 2 – 2 ap 4 – 5 t. a. b. | CD Leganés (1)                        | | |
| 21h00 | Mesa 25e · Orobio 60e                   | (1 – 0, 2 – 2, 2 – 2)   | 47e Munir · 82e Hernández             | Stade municipal Francisco Muñoz Pérez, Estepona Spectateurs : 3 200 Arbitrage : Francisco José Hernández Maes | Stade municipal Francisco Muñoz Pérez, Estepona Spectateurs : 3 200 Arbitrage : Francisco José Hernández Maes |
| 21h00 | Rapport                                 |                         |                                       | Stade municipal Francisco Muñoz Pérez, Estepona Spectateurs : 3 200 Arbitrage : Francisco José Hernández Maes | Stade municipal Francisco Muñoz Pérez, Estepona Spectateurs : 3 200 Arbitrage : Francisco José Hernández Maes |
| 21h00 | Rodríguez · Dago · García · Goma · Caro | Tirs au but 4 – 5       | Óscar · Tapia · García · Munir · Cruz | Stade municipal Francisco Muñoz Pérez, Estepona Spectateurs : 3 200 Arbitrage : Francisco José Hernández Maes | Stade municipal Francisco Muñoz Pérez, Estepona Spectateurs : 3 200 Arbitrage : Francisco José Hernández Maes |

|       | Zamora CF (3)                       | 0 – 0 ap 1 – 3 t. a. b. | CD Tenerife (2)                        |                                                                                     |                                                                                     |
| 21h00 |                                     |                         |                                        | Stade Ruta de la Plata, Zamora Spectateurs : 2 750 Arbitrage : Miguel González Díaz | Stade Ruta de la Plata, Zamora Spectateurs : 2 750 Arbitrage : Miguel González Díaz |
| 21h00 | Rapport                             |                         |                                        | Stade Ruta de la Plata, Zamora Spectateurs : 2 750 Arbitrage : Miguel González Díaz | Stade Ruta de la Plata, Zamora Spectateurs : 2 750 Arbitrage : Miguel González Díaz |
| 21h00 | Ramos · Roni · Macho · Kike Márquez | Tirs au but 1 – 3       | Romero · González · Alassan · Guerrero | Stade Ruta de la Plata, Zamora Spectateurs : 2 750 Arbitrage : Miguel González Díaz | Stade Ruta de la Plata, Zamora Spectateurs : 2 750 Arbitrage : Miguel González Díaz |

| 5 décembre 2024 | CP Cacereño (4) | 1 – 3   | Atlético de Madrid (1)                      |                                                                                              |                                                                                              |
| 19h00           | Merencio 30e    | (1 – 0) | 83e Lenglet · 90+2e De Paul · 90+5e Álvarez | Stade Príncipe Felipe, Cáceres Spectateurs : 9 384 Arbitrage : Isidro Díaz de Mera Escuderos | Stade Príncipe Felipe, Cáceres Spectateurs : 9 384 Arbitrage : Isidro Díaz de Mera Escuderos |
| 19h00           | Rapport         |         |                                             | Stade Príncipe Felipe, Cáceres Spectateurs : 9 384 Arbitrage : Isidro Díaz de Mera Escuderos | Stade Príncipe Felipe, Cáceres Spectateurs : 9 384 Arbitrage : Isidro Díaz de Mera Escuderos |

|       | Orihuela CF (4)      | 0 – 0 ap 0 – 3 t. a. b. | Getafe CF (1)            |                                                                                                  |                                                                                                  |
| 19h00 |                      |                         |                          | Stade municipal de Los Arcos, Orihuela Spectateurs : 7 000 Arbitrage : José Luis Munuera Montero | Stade municipal de Los Arcos, Orihuela Spectateurs : 7 000 Arbitrage : José Luis Munuera Montero |
| 19h00 | Rapport              |                         |                          | Stade municipal de Los Arcos, Orihuela Spectateurs : 7 000 Arbitrage : José Luis Munuera Montero | Stade municipal de Los Arcos, Orihuela Spectateurs : 7 000 Arbitrage : José Luis Munuera Montero |
| 19h00 | Isnaldo · Ayo · Goyo | Tirs au but 0 – 3       | Milla · Yelli · Iglesias | Stade municipal de Los Arcos, Orihuela Spectateurs : 7 000 Arbitrage : José Luis Munuera Montero | Stade municipal de Los Arcos, Orihuela Spectateurs : 7 000 Arbitrage : José Luis Munuera Montero |

|       | AD Ceuta FC (3)      | 2 – 3   | CA Osasuna (1)                                    | | |
| 19h00 | Redru 41e · Díez 69e | (1 – 0) | 84e Budmimir · 87e Ra. García · 90+3e (csc) Redru | Stade municipal Alfonso Murube, Ceuta Spectateurs : 4 052 Arbitrage : Alejandro Hernández Hernández | Stade municipal Alfonso Murube, Ceuta Spectateurs : 4 052 Arbitrage : Alejandro Hernández Hernández |
| 19h00 | Rapport              |         |                                                   | Stade municipal Alfonso Murube, Ceuta Spectateurs : 4 052 Arbitrage : Alejandro Hernández Hernández | Stade municipal Alfonso Murube, Ceuta Spectateurs : 4 052 Arbitrage : Alejandro Hernández Hernández |

|       | SD Ponferradina (3)                                   | 1 – 1 ap 4 – 3 t. a. b. | CD Castellón (2)                                              |                                                                                         |                                                                                         |
| 20h00 | Costa 90+1e                                           | (0 – 1, 1 – 1, 1 – 1)   | 45+1e Flakus Bosilj                                           | Stade El Toralín, Ponferrada Spectateurs : 4 490 Arbitrage : Jon Ander González Esteban | Stade El Toralín, Ponferrada Spectateurs : 4 490 Arbitrage : Jon Ander González Esteban |
| 20h00 | Rapport                                               |                         |                                                               | Stade El Toralín, Ponferrada Spectateurs : 4 490 Arbitrage : Jon Ander González Esteban | Stade El Toralín, Ponferrada Spectateurs : 4 490 Arbitrage : Jon Ander González Esteban |
| 20h00 | Esquerdo · Bustos · López · Costa · Abelanda · Cortés | Tirs au but 4 – 3       | Suero · Sánchez · Jiménez · Moyita · van den Belt · Seuntjens | Stade El Toralín, Ponferrada Spectateurs : 4 490 Arbitrage : Jon Ander González Esteban | Stade El Toralín, Ponferrada Spectateurs : 4 490 Arbitrage : Jon Ander González Esteban |

|       | Barakaldo CF (3) | 1 – 2   | Racing de Ferrol (2) |                                                                                    |                                                                                    |
| 20h00 | Bilbao 19e       | (1 – 1) | 26e Bebé · 86e Nacho | Stade de Lasesarre, Barakaldo Spectateurs : 4 200 Arbitrage : Eder Mallo Fernández | Stade de Lasesarre, Barakaldo Spectateurs : 4 200 Arbitrage : Eder Mallo Fernández |
| 20h00 | Rapport          |         |                      | Stade de Lasesarre, Barakaldo Spectateurs : 4 200 Arbitrage : Eder Mallo Fernández | Stade de Lasesarre, Barakaldo Spectateurs : 4 200 Arbitrage : Eder Mallo Fernández |

|       | Marbella FC (3) | 1 – 0   | Burgos CF (2) |                                                                                             |                                                                                             |
| 20h00 | Álvarez 90+2e   | (0 – 0) |               | Stade La Dama de Noche, Marbella Spectateurs : 900 Arbitrage : Manuel Ángel Pérez Hernández | Stade La Dama de Noche, Marbella Spectateurs : 900 Arbitrage : Manuel Ángel Pérez Hernández |
| 20h00 | Rapport         |         |               | Stade La Dama de Noche, Marbella Spectateurs : 900 Arbitrage : Manuel Ángel Pérez Hernández | Stade La Dama de Noche, Marbella Spectateurs : 900 Arbitrage : Manuel Ángel Pérez Hernández |

|       | FC Andorra (3) | 0 – 1   | FC Cartagena (2) |                                                                                        |                                                                                        |
| 20h00 |                | (0 – 0) | 29e Ortuño       | Estadi Nacional, Andorre-la-Vieille Spectateurs : 1 200 Arbitrage : Carlos Muñiz Muñoz | Estadi Nacional, Andorre-la-Vieille Spectateurs : 1 200 Arbitrage : Carlos Muñiz Muñoz |
| 20h00 | Rapport        |         |                  | Estadi Nacional, Andorre-la-Vieille Spectateurs : 1 200 Arbitrage : Carlos Muñiz Muñoz | Estadi Nacional, Andorre-la-Vieille Spectateurs : 1 200 Arbitrage : Carlos Muñiz Muñoz |

|       | UE Olot (4) | 1 – 3   | Séville FC (1)                                  |                                                                                  |                                                                                  |
| 21h00 | Ayala 90+2e | (0 – 1) | 22e (pen.) Montiel · 48e Juanlu · 73e Iheanacho | Stade municipal, Olot Spectateurs : 2 300 Arbitrage : Guillermo Cuadra Fernández | Stade municipal, Olot Spectateurs : 2 300 Arbitrage : Guillermo Cuadra Fernández |
| 21h00 | Rapport     |         |                                                 | Stade municipal, Olot Spectateurs : 2 300 Arbitrage : Guillermo Cuadra Fernández | Stade municipal, Olot Spectateurs : 2 300 Arbitrage : Guillermo Cuadra Fernández |

|       | Deportiva Minera (4)          | 2 – 2 ap 4 – 2 t. a. b. | Deportivo Alavés (1)                    |                                                                                     |                                                                                     |
| 21h00 | Mas 33e · Baradji 105+2e      | (1 – 0, 1 – 1, 1 – 1)   | 60e 108e (pen.) Kike                    | Stade Cartagonova, Carthagène Spectateurs : 7 000 Arbitrage : Juan Martínez Munuera | Stade Cartagonova, Carthagène Spectateurs : 7 000 Arbitrage : Juan Martínez Munuera |
| 21h00 | Rapport                       |                         |                                         | Stade Cartagonova, Carthagène Spectateurs : 7 000 Arbitrage : Juan Martínez Munuera | Stade Cartagonova, Carthagène Spectateurs : 7 000 Arbitrage : Juan Martínez Munuera |
| 21h00 | Britos · Sanchís · Vera · Mas | Tirs au but 4 – 2       | Jordán · Rebbach · Benavídez · Conechny | Stade Cartagonova, Carthagène Spectateurs : 7 000 Arbitrage : Juan Martínez Munuera | Stade Cartagonova, Carthagène Spectateurs : 7 000 Arbitrage : Juan Martínez Munuera |

|       | UB Conquense (4) | 0 – 1 ap              | Real Sociedad (1) |                                                                                  |                                                                                  |
| 21h00 |                  | (0 – 0, 0 – 0, 0 – 1) | 92e Méndez        | Stade La Fuensanta, Cuenca Spectateurs : 6 000 Arbitrage : Víctor García Verdura | Stade La Fuensanta, Cuenca Spectateurs : 6 000 Arbitrage : Víctor García Verdura |
| 21h00 | Rapport          |                       |                   | Stade La Fuensanta, Cuenca Spectateurs : 6 000 Arbitrage : Víctor García Verdura | Stade La Fuensanta, Cuenca Spectateurs : 6 000 Arbitrage : Víctor García Verdura |

### Seizièmes de finale

#### Participants
Les 28 clubs qualifiés du deuxième tour sont rejoints par les 4 participants à la Supercoupe d'Espagne.

#### Tirage au sort
Les 32 clubs sont répartis dans 5 pots. Les participants à la Supercoupe d'Espagne sont placés dans le pot 1, tandis que les autres clubs sont placés dans les pots en fonction de leur division. Les clubs des divisions inférieures accueillent la rencontre.
L'ordre du tirage est le suivant : 
- Les clubs du pot 5 sont opposés à des clubs du pot 1 ;
- Les clubs du pot 4 sont opposés à des clubs du pot 2 ;
- Les clubs du pot 3 sont opposés à des clubs du pot 2.

Le tirage au sort a lieu le 9 décembre 2024.

#### Rencontres
| 3 janvier 2025 | Racing de Ferrol (2) | 1 – 3   | Rayo Vallecano (1)            |                                                                               |                                                                               |
| 19h00          | Giménez 90+1e        | (0 – 2) | 8e Espino · 32e 59e de Frutos | Stade de A Malata, Ferrol Spectateurs : 6 521 Arbitrage : Adrián Cordero Vega | Stade de A Malata, Ferrol Spectateurs : 6 521 Arbitrage : Adrián Cordero Vega |
| 19h00          | Rapport              |         |                               | Stade de A Malata, Ferrol Spectateurs : 6 521 Arbitrage : Adrián Cordero Vega | Stade de A Malata, Ferrol Spectateurs : 6 521 Arbitrage : Adrián Cordero Vega |

|       | Grenade CF (2) | 0 – 1 ap              | Getafe CF (1) | | |
| 19h00 |                | (0 – 0, 0 – 0, 0 – 1) | Mayoral 90+3e | Nouveau stade de Los Cármenes, Grenade Spectateurs : 16 606 Arbitrage : José María Sánchez Martínez | Nouveau stade de Los Cármenes, Grenade Spectateurs : 16 606 Arbitrage : José María Sánchez Martínez |
| 19h00 | Rapport        |                       |               | Nouveau stade de Los Cármenes, Grenade Spectateurs : 16 606 Arbitrage : José María Sánchez Martínez | Nouveau stade de Los Cármenes, Grenade Spectateurs : 16 606 Arbitrage : José María Sánchez Martínez |

|       | Pontevedra CF (4)                  | 3 – 0   | RCD Majorque (1) |                                                                                          |                                                                                          |
| 19h00 | Dalisson 21e · Pino 49e · Rufo 72e | (1 – 0) |                  | Stade Pasarón, Pontevedra Spectateurs : 10 292 Arbitrage : Alejandro Hernández Hernández | Stade Pasarón, Pontevedra Spectateurs : 10 292 Arbitrage : Alejandro Hernández Hernández |
| 19h00 | Rapport                            |         |                  | Stade Pasarón, Pontevedra Spectateurs : 10 292 Arbitrage : Alejandro Hernández Hernández | Stade Pasarón, Pontevedra Spectateurs : 10 292 Arbitrage : Alejandro Hernández Hernández |

| 4 janvier 2025 | SD Huesca (2) | 0 – 1   | Real Betis (1) |                                                                                     |                                                                                     |
| 15h30          |               | (0 – 1) | 38e Isco       | Estadio El Alcoraz, Huesca Spectateurs : 7 968 Arbitrage : Miguel Ángel Ortiz Arias | Estadio El Alcoraz, Huesca Spectateurs : 7 968 Arbitrage : Miguel Ángel Ortiz Arias |
| 15h30          | Rapport       |         |                | Estadio El Alcoraz, Huesca Spectateurs : 7 968 Arbitrage : Miguel Ángel Ortiz Arias | Estadio El Alcoraz, Huesca Spectateurs : 7 968 Arbitrage : Miguel Ángel Ortiz Arias |

|           | CD Tenerife (2) | 1 – 2   | CA Osasuna (1)               | | |
| 15h30 WET | León 45e        | (0 – 2) | 7e Herrando · 25e (csc) León | Stade Heliodoro Rodríguez López, Santa Cruz de Tenerife Spectateurs : 16 602 Arbitrage : Juan Martínez Munuera | Stade Heliodoro Rodríguez López, Santa Cruz de Tenerife Spectateurs : 16 602 Arbitrage : Juan Martínez Munuera |
| 15h30 WET | Rapport         |         |                              | Stade Heliodoro Rodríguez López, Santa Cruz de Tenerife Spectateurs : 16 602 Arbitrage : Juan Martínez Munuera | Stade Heliodoro Rodríguez López, Santa Cruz de Tenerife Spectateurs : 16 602 Arbitrage : Juan Martínez Munuera |

|       | UD Almería (2)                           | 4 – 1   | Séville FC (1) |                                                                                    |                                                                                    |
| 17h30 | Marezi 49e · Suárez 54e 78e 90+6e (pen.) | (0 – 1) | 5e Romero      | UD Almería Stadium, Almería Spectateurs : 15 067 Arbitrage : Mateo Busquets Ferrer | UD Almería Stadium, Almería Spectateurs : 15 067 Arbitrage : Mateo Busquets Ferrer |
| 17h30 | Rapport                                  |         |                | UD Almería Stadium, Almería Spectateurs : 15 067 Arbitrage : Mateo Busquets Ferrer | UD Almería Stadium, Almería Spectateurs : 15 067 Arbitrage : Mateo Busquets Ferrer |

|       | UD Barbastro (4) | 0 – 4   | FC Barcelone (1)                             |                                                                                                |                                                                                                |
| 19h00 |                  | (0 – 2) | 21e García · 31e 47e Lewandowski · 56e Torre | Municipal de Deportes, Barbastro Spectateurs : 5 500 Arbitrage : Isidro Díaz de Mera Escuderos | Municipal de Deportes, Barbastro Spectateurs : 5 500 Arbitrage : Isidro Díaz de Mera Escuderos |
| 19h00 | Rapport          |         |                                              | Municipal de Deportes, Barbastro Spectateurs : 5 500 Arbitrage : Isidro Díaz de Mera Escuderos | Municipal de Deportes, Barbastro Spectateurs : 5 500 Arbitrage : Isidro Díaz de Mera Escuderos |

|       | Marbella FC (3) | 0 – 1   | Atlético de Madrid (1) |                                                                                    |                                                                                    |
| 21h30 |                 | (0 – 1) | 16e Griezmann          | Stade de La Rosaleda, Malaga Spectateurs : 30 044 Arbitrage : Alejandro Muñiz Ruiz | Stade de La Rosaleda, Malaga Spectateurs : 30 044 Arbitrage : Alejandro Muñiz Ruiz |
| 21h30 | Rapport         |         |                        | Stade de La Rosaleda, Malaga Spectateurs : 30 044 Arbitrage : Alejandro Muñiz Ruiz | Stade de La Rosaleda, Malaga Spectateurs : 30 044 Arbitrage : Alejandro Muñiz Ruiz |

|       | UD Logroñés (4)                               | 0 – 0 ap 3 – 4 t. a. b. | Athletic Club (1)                                    |                                                                                 |                                                                                 |
| 21h30 |                                               |                         |                                                      | Estadio Las Gaunas, Logroño Spectateurs : 15 577 Arbitrage : Mario Melero López | Estadio Las Gaunas, Logroño Spectateurs : 15 577 Arbitrage : Mario Melero López |
| 21h30 | Rapport                                       |                         |                                                      | Estadio Las Gaunas, Logroño Spectateurs : 15 577 Arbitrage : Mario Melero López | Estadio Las Gaunas, Logroño Spectateurs : 15 577 Arbitrage : Mario Melero López |
| 21h30 | Monreal · Gualda · Sarriegi · Agüero · Moreno | Tirs au but 3 – 4       | Vivian · Berchiche · N. Williams · Berenguer · Gómez | Estadio Las Gaunas, Logroño Spectateurs : 15 577 Arbitrage : Mario Melero López | Estadio Las Gaunas, Logroño Spectateurs : 15 577 Arbitrage : Mario Melero López |

| 5 janvier 2025 | Ourense CF (3)                        | 3 – 2   | Real Valladolid (1)    |                                                                                        |                                                                                        |
| 12h00          | Noriega 17e · Ramos 32e · Sánchez 52e | (2 – 2) | 15e Moro · 24e Amallah | Stade d'O Couto, Orense Spectateurs : 2 500 Arbitrage : Francisco José Hernández Maeso | Stade d'O Couto, Orense Spectateurs : 2 500 Arbitrage : Francisco José Hernández Maeso |
| 12h00          | Rapport                               |         |                        | Stade d'O Couto, Orense Spectateurs : 2 500 Arbitrage : Francisco José Hernández Maeso | Stade d'O Couto, Orense Spectateurs : 2 500 Arbitrage : Francisco José Hernández Maeso |

|       | Elche CF (2)                                               | 4 – 0   | UD Las Palmas (1) |                                                                                         |                                                                                         |
| 12h00 | Mendoza 44e · Affengruber 56e · Salina 61e · Fernández 71e | (1 – 0) |                   | Stade Martínez Valero, Elche Spectateurs : 18 302 Arbitrage : José Luis Munuera Montero | Stade Martínez Valero, Elche Spectateurs : 18 302 Arbitrage : José Luis Munuera Montero |
| 12h00 | Rapport                                                    |         |                   | Stade Martínez Valero, Elche Spectateurs : 18 302 Arbitrage : José Luis Munuera Montero | Stade Martínez Valero, Elche Spectateurs : 18 302 Arbitrage : José Luis Munuera Montero |

|       | FC Cartagena (2) | 1 – 2   | CD Leganés (1)       |                                                                                     |                                                                                     |
| 15h30 | Muñoz 17e        | (1 – 1) | 28e Munir · 51e Raba | Stade Cartagonova, Carthagène Spectateurs : 4 485 Arbitrage : Víctor García Verdura | Stade Cartagonova, Carthagène Spectateurs : 4 485 Arbitrage : Víctor García Verdura |
| 15h30 | Rapport          |         |                      | Stade Cartagonova, Carthagène Spectateurs : 4 485 Arbitrage : Víctor García Verdura | Stade Cartagonova, Carthagène Spectateurs : 4 485 Arbitrage : Víctor García Verdura |

|       | SD Ponferradina (3) | 0 – 2   | Real Sociedad (1)          |                                                                                |                                                                                |
| 15h30 |                     | (0 – 0) | 54e Oyarzabal · 69e Méndez | Stade El Toralín, Ponferrada Spectateurs : 8 064 Arbitrage : Jesús Gil Manzano | Stade El Toralín, Ponferrada Spectateurs : 8 064 Arbitrage : Jesús Gil Manzano |
| 15h30 | Rapport             |         |                            | Stade El Toralín, Ponferrada Spectateurs : 8 064 Arbitrage : Jesús Gil Manzano | Stade El Toralín, Ponferrada Spectateurs : 8 064 Arbitrage : Jesús Gil Manzano |

|       | Racing de Santander (2)         | 2 – 3   | Celta de Vigo (1)                  |                                                                                       |                                                                                       |
| 15h30 | Martín 8e · Rodríguez 70e (csc) | (1 – 1) | 20e 90+2e Alfon · 86e (csc) Castro | Stade El Sardinero, Santander Spectateurs : 20 312 Arbitrage : Pablo González Fuertes | Stade El Sardinero, Santander Spectateurs : 20 312 Arbitrage : Pablo González Fuertes |
| 15h30 | Rapport                         |         |                                    | Stade El Sardinero, Santander Spectateurs : 20 312 Arbitrage : Pablo González Fuertes | Stade El Sardinero, Santander Spectateurs : 20 312 Arbitrage : Pablo González Fuertes |

| 6 janvier 2025 | Deportiva Minera (4) | 0 – 5   | Real Madrid (1)                                           |                                                                                      |                                                                                      |
| 19h00          |                      | (0 – 3) | 5e Valverde · 13e Camavinga · 28e 88e Brahim · 55e Modrić | Stade Cartagonova, Carthagène Spectateurs : 14 000 Arbitrage : Javier Alberola Rojas | Stade Cartagonova, Carthagène Spectateurs : 14 000 Arbitrage : Javier Alberola Rojas |
| 19h00          | Rapport              |         |                                                           | Stade Cartagonova, Carthagène Spectateurs : 14 000 Arbitrage : Javier Alberola Rojas | Stade Cartagonova, Carthagène Spectateurs : 14 000 Arbitrage : Javier Alberola Rojas |

| 7 janvier 2025 | CD Eldense (2) | 0 – 2   | Valence CF (1)       | | |
| 21h00          |                | (0 – 2) | 9e Canós · 39e López | Stade municipal Nuevo Pepico Amat, Elda Spectateurs : 5 032 Arbitrage : Guillermo Cuadra Fernández | Stade municipal Nuevo Pepico Amat, Elda Spectateurs : 5 032 Arbitrage : Guillermo Cuadra Fernández |
| 21h00          | Rapport        |         |                      | Stade municipal Nuevo Pepico Amat, Elda Spectateurs : 5 032 Arbitrage : Guillermo Cuadra Fernández | Stade municipal Nuevo Pepico Amat, Elda Spectateurs : 5 032 Arbitrage : Guillermo Cuadra Fernández |

### Huitièmes de finale

#### Tirage au sort
Les 16 clubs sont répartis dans 4 pots. Les clubs des divisions inférieures accueillent la rencontre. Si deux clubs de la même division s'affrontent, le club tiré en premier évolue à domicile.
L'ordre du tirage est le suivant : 
- Le club du pot 4 est opposé à un club du pot 1 ;
- Le club du pot 3 est opposé à un club du pot 1 ;
- Les clubs du pot 2 sont opposés à des clubs du pot 1 ;
- Les 12 clubs restants du pot 1 sont opposés entre eux.

Le tirage au sort a lieu le 8 janvier 2025.

#### Rencontres
| 14 janvier 2025 | Ourense CF (3) | 0 – 2   | Valence CF (1)                |                                                                                  |                                                                                  |
| 21h00           |                | (0 – 0) | 50e (csc) Carmona · 78e Sadiq | Stade d'O Couto, Orense Spectateurs : 5 999 Arbitrage : Miguel Ángel Ortiz Arias | Stade d'O Couto, Orense Spectateurs : 5 999 Arbitrage : Miguel Ángel Ortiz Arias |
| 21h00           | Rapport        |         |                               | Stade d'O Couto, Orense Spectateurs : 5 999 Arbitrage : Miguel Ángel Ortiz Arias | Stade d'O Couto, Orense Spectateurs : 5 999 Arbitrage : Miguel Ángel Ortiz Arias |

| 15 janvier 2025 | Pontevedra CF (4) | 0 – 1   | Getafe CF (1) |                                                                                        |                                                                                        |
| 19h30           |                   | (0 – 1) | 2e Rodríguez  | Stade Pasarón, Pontevedra Spectateurs : 10 497 Arbitrage : Alejandro Quintero González | Stade Pasarón, Pontevedra Spectateurs : 10 497 Arbitrage : Alejandro Quintero González |
| 19h30           | Rapport           |         |               | Stade Pasarón, Pontevedra Spectateurs : 10 497 Arbitrage : Alejandro Quintero González | Stade Pasarón, Pontevedra Spectateurs : 10 497 Arbitrage : Alejandro Quintero González |

|       | UD Almería (2)          | 2 – 3   | CD Leganés (1)                                      |                                                                                           |                                                                                           |
| 19h30 | Suárez 38e · Lázaro 52e | (1 – 1) | 33e Altimira · 76e (pen.) de la Fuente · 86e García | UD Almería Stadium, Almería Spectateurs : 12 843 Arbitrage : Ricardo de Burgos Bengoechea | UD Almería Stadium, Almería Spectateurs : 12 843 Arbitrage : Ricardo de Burgos Bengoechea |
| 19h30 | Rapport                 |         |                                                     | UD Almería Stadium, Almería Spectateurs : 12 843 Arbitrage : Ricardo de Burgos Bengoechea | UD Almería Stadium, Almería Spectateurs : 12 843 Arbitrage : Ricardo de Burgos Bengoechea |

|       | FC Barcelone (1)                                             | 5 – 1   | Real Betis (1)   | | |
| 21h00 | Gavi 3e · Koundé 27e · Raphinha 58e · Torres 67e · Yamal 75e | (2 – 0) | 84e (pen.) Roque | Stade olympique Lluís-Companys, Barcelone Spectateurs : 46 019 Arbitrage : José María Sánchez Martinez | Stade olympique Lluís-Companys, Barcelone Spectateurs : 46 019 Arbitrage : José María Sánchez Martinez |
| 21h00 | Rapport                                                      |         |                  | Stade olympique Lluís-Companys, Barcelone Spectateurs : 46 019 Arbitrage : José María Sánchez Martinez | Stade olympique Lluís-Companys, Barcelone Spectateurs : 46 019 Arbitrage : José María Sánchez Martinez |

|       | Elche CF (2) | 0 – 4   | Atlético de Madrid (1)                             |                                                                                          |                                                                                          |
| 21h30 |              | (0 – 2) | 8e 29e (pen.) Sørloth · 61e Riquelme · 75e Álvarez | Stade Martínez Valero, Elche Spectateurs : 26 405 Arbitrage : Guillermo Cuadra Fernández | Stade Martínez Valero, Elche Spectateurs : 26 405 Arbitrage : Guillermo Cuadra Fernández |
| 21h30 | Rapport      |         |                                                    | Stade Martínez Valero, Elche Spectateurs : 26 405 Arbitrage : Guillermo Cuadra Fernández | Stade Martínez Valero, Elche Spectateurs : 26 405 Arbitrage : Guillermo Cuadra Fernández |

| 16 janvier 2025 | Real Sociedad (1)                            | 3 – 1   | Rayo Vallecano (1) |                                                                                                 |                                                                                                 |
| 19h30           | Oyarzabal 23e · Olasagasti 45+1e · Gómez 79e | (2 – 1) | 45+7e (pen.) Trejo | Stade d'Anoeta, Saint-Sébastien Spectateurs : 27 816 Arbitrage : Francisco José Hernández Maeso | Stade d'Anoeta, Saint-Sébastien Spectateurs : 27 816 Arbitrage : Francisco José Hernández Maeso |
| 19h30           | Rapport                                      |         |                    | Stade d'Anoeta, Saint-Sébastien Spectateurs : 27 816 Arbitrage : Francisco José Hernández Maeso | Stade d'Anoeta, Saint-Sébastien Spectateurs : 27 816 Arbitrage : Francisco José Hernández Maeso |

|       | Athletic Club (1)                 | 2 – 3   | CA Osasuna (1)                    |                                                                                |                                                                                |
| 19h30 | N. Williams 45+3e · de Marcos 55e | (1 – 2) | 40e Oroz · 44e (pen.) 70e Budimir | Stade San Mamés, Bilbao Spectateurs : 48 230 Arbitrage : Mateo Busquets Ferrer | Stade San Mamés, Bilbao Spectateurs : 48 230 Arbitrage : Mateo Busquets Ferrer |
| 19h30 | Rapport                           |         |                                   | Stade San Mamés, Bilbao Spectateurs : 48 230 Arbitrage : Mateo Busquets Ferrer | Stade San Mamés, Bilbao Spectateurs : 48 230 Arbitrage : Mateo Busquets Ferrer |

|       | Real Madrid (1)                                               | 5 – 2 ap              | Celta de Vigo (1)               |                                                                                            |                                                                                            |
| 21h30 | Mbappé 37e · Vinícius 48e · Endrick 108e 119e · Valverde 112e | (1 – 0, 2 – 2, 2 – 2) | 83e Bamba · 90+1e (pen.) Alonso | Stade Santiago-Bernabéu, Madrid Spectateurs : 64 764 Arbitrage : José Luis Munuera Montero | Stade Santiago-Bernabéu, Madrid Spectateurs : 64 764 Arbitrage : José Luis Munuera Montero |
| 21h30 | Rapport                                                       |                       |                                 | Stade Santiago-Bernabéu, Madrid Spectateurs : 64 764 Arbitrage : José Luis Munuera Montero | Stade Santiago-Bernabéu, Madrid Spectateurs : 64 764 Arbitrage : José Luis Munuera Montero |

### Quarts de finale

#### Tirage au sort
Puisque les 8 clubs restants évoluent dans la même division, le tirage devient intégral.
Le tirage au sort a lieu le 20 janvier 2025.

#### Rencontres
| 4 février 2025 | Atlético de Madrid (1)                               | 5 – 0   | Getafe CF (1) |                                                                                           |                                                                                           |
| 21h30          | Simeone 8e 17e · Lino 42e · Correa 78e · Sørloth 86e | (3 – 0) |               | Estadio Metropolitano, Madrid Spectateurs : 60 000 Arbitrage : Guillermo Cuadra Fernández | Estadio Metropolitano, Madrid Spectateurs : 60 000 Arbitrage : Guillermo Cuadra Fernández |
| 21h30          | Rapport                                              |         |               | Estadio Metropolitano, Madrid Spectateurs : 60 000 Arbitrage : Guillermo Cuadra Fernández | Estadio Metropolitano, Madrid Spectateurs : 60 000 Arbitrage : Guillermo Cuadra Fernández |

| 5 février 2025 | CD Leganés (1)      | 2 – 3   | Real Madrid (1)                            |                                                                                             |                                                                                             |
| 21h00          | Cruz 39e (pen.) 59e | (1 – 2) | 18e Modrić · 25e Endrick · 90+3e G. García | Stade municipal de Butarque, Leganés Spectateurs : 11 709 Arbitrage : Javier Alberola Rojas | Stade municipal de Butarque, Leganés Spectateurs : 11 709 Arbitrage : Javier Alberola Rojas |
| 21h00          | Rapport             |         |                                            | Stade municipal de Butarque, Leganés Spectateurs : 11 709 Arbitrage : Javier Alberola Rojas | Stade municipal de Butarque, Leganés Spectateurs : 11 709 Arbitrage : Javier Alberola Rojas |

| 6 février 2025 | Real Sociedad (1)            | 2 – 0   | CA Osasuna (1) |                                                                                     |                                                                                     |
| 19h30          | Barrenetxea 21e · Méndez 31e | (2 – 0) |                | Stade d'Anoeta, Saint-Sébastien Spectateurs : 34 658 Arbitrage : Mario Melero López | Stade d'Anoeta, Saint-Sébastien Spectateurs : 34 658 Arbitrage : Mario Melero López |
| 19h30          | Rapport                      |         |                | Stade d'Anoeta, Saint-Sébastien Spectateurs : 34 658 Arbitrage : Mario Melero López | Stade d'Anoeta, Saint-Sébastien Spectateurs : 34 658 Arbitrage : Mario Melero López |

|       | Valence CF (1) | 0 – 5   | FC Barcelone (1)                             |                                                                                      |                                                                                      |
| 21h30 |                | (0 – 4) | 3e 17e 30e Torres · 23e F. López · 59e Yamal | Stade de Mestalla, Valence Spectateurs : 46 806 Arbitrage : Miguel Ángel Ortiz Arias | Stade de Mestalla, Valence Spectateurs : 46 806 Arbitrage : Miguel Ángel Ortiz Arias |
| 21h30 | Rapport        |         |                                              | Stade de Mestalla, Valence Spectateurs : 46 806 Arbitrage : Miguel Ángel Ortiz Arias | Stade de Mestalla, Valence Spectateurs : 46 806 Arbitrage : Miguel Ángel Ortiz Arias |

### Demi-finales

#### Tirage au sort
Le tirage au sort a lieu le 12 février 2025.

#### Rencontres
| Équipe        | Aller | Total | Retour   | Équipe             |
| ------------- | ----- | ----- | -------- | ------------------ |
| FC Barcelone  | 4 – 4 | 5 – 4 | 1 – 0    | Atlético de Madrid |
| Real Sociedad | 0 – 1 | 4 – 5 | 4 – 4 ap | Real Madrid        |

| Match aller           | FC Barcelone (1)                                         | 4 – 4   | Atlético de Madrid (1)                                    | | |
| 25 février 2025 21h30 | Pedri 19e · Cubarsí 21e · Martínez 41e · Lewandowski 74e | (3 – 2) | 1re Álvarez · 6e Griezmann · 84e Llorente · 90+3e Sørloth | Stade olympique Lluís-Companys, Barcelone Spectateurs : 40 915 Arbitrage : Alejandro Hernández Hernández | Stade olympique Lluís-Companys, Barcelone Spectateurs : 40 915 Arbitrage : Alejandro Hernández Hernández |
| 25 février 2025 21h30 | Rapport                                                  |         |                                                           | Stade olympique Lluís-Companys, Barcelone Spectateurs : 40 915 Arbitrage : Alejandro Hernández Hernández | Stade olympique Lluís-Companys, Barcelone Spectateurs : 40 915 Arbitrage : Alejandro Hernández Hernández |

| Match retour       | Atlético de Madrid (1) | 0 – 1   | FC Barcelone (1) |                                                                                          |                                                                                          |
| 2 avril 2025 21h30 |                        | (0 – 1) | 27e Torres       | Estadio Metropolitano, Madrid Spectateurs : 69 014 Arbitrage : José Luis Munuera Montero | Estadio Metropolitano, Madrid Spectateurs : 69 014 Arbitrage : José Luis Munuera Montero |
| 2 avril 2025 21h30 | Rapport                |         |                  | Estadio Metropolitano, Madrid Spectateurs : 69 014 Arbitrage : José Luis Munuera Montero | Estadio Metropolitano, Madrid Spectateurs : 69 014 Arbitrage : José Luis Munuera Montero |

| Match aller           | Real Sociedad (1) | 0 – 1   | Real Madrid (1) |                                                                                              |                                                                                              |
| 26 février 2025 21h30 |                   | (0 – 1) | 19e Endrick     | Stade d'Anoeta, Saint-Sébastien Spectateurs : 37 373 Arbitrage : José María Sánchez Martínez | Stade d'Anoeta, Saint-Sébastien Spectateurs : 37 373 Arbitrage : José María Sánchez Martínez |
| 26 février 2025 21h30 | Rapport           |         |                 | Stade d'Anoeta, Saint-Sébastien Spectateurs : 37 373 Arbitrage : José María Sánchez Martínez | Stade d'Anoeta, Saint-Sébastien Spectateurs : 37 373 Arbitrage : José María Sánchez Martínez |

| Match retour         | Real Madrid (1)                                              | 4 – 4 ap              | Real Sociedad (1)                                         |                                                                                        |                                                                                        |
| 1er avril 2025 21h30 | Endrick 30e · Bellingham 82e · Tchouaméni 86e · Rüdiger 115e | (1 – 1, 3 – 4, 3 – 4) | 16e Barrenetxea · 72e (csc) Alaba · 80e 90+3e Oyarzabal · | Stade Santiago-Bernabéu, Madrid Spectateurs : 81 044 Arbitrage : Javier Alberola Rojas | Stade Santiago-Bernabéu, Madrid Spectateurs : 81 044 Arbitrage : Javier Alberola Rojas |
| 1er avril 2025 21h30 | Camavinga 90+2e                                              | Rapport               | 74e Aramburu · 87e Oyarzabal · 107e Olasagasti            | Stade Santiago-Bernabéu, Madrid Spectateurs : 81 044 Arbitrage : Javier Alberola Rojas | Stade Santiago-Bernabéu, Madrid Spectateurs : 81 044 Arbitrage : Javier Alberola Rojas |

### Finale
| 26 avril 2025                     | FC Barcelone (1)                                         | 3 – 2 ap              | Real Madrid (1)                                                                                       | Stade olympique, Séville                 |                                          |
| 22h00 · Historique des rencontres | ( Yamal) Pedri 28e · ( Yamal) Torres 84e · Koundé 116e   | (1 – 0, 2 – 2, 2 – 2) | 70e Mbappé · 77e Tchouaméni (Güler )                                                                  | Arbitrage : Ricardo De Burgos Bengoetxea | Arbitrage : Ricardo De Burgos Bengoetxea |
| 22h00 · Historique des rencontres | Martín 37e · de Jong 68e · López 90+3e · Raphinha 90+10e | Rapport               | 31e Tchouaméni · 90+1e Modrić · 107e Bellingham · 120+3e Rüdiger · 120+4e Vázquez · 120+4e Bellingham | Arbitrage : Ricardo De Burgos Bengoetxea | Arbitrage : Ricardo De Burgos Bengoetxea |

## Nombre d'équipes par division et par tour
Le tableau ci-dessous indique le nombre de clubs par division selon les tours.
| Tours → ↓ Divisions     | Tour préliminaire (10 rencontres) | 1er tour (55 rencontres) | 2e tour (28 rencontres) | 1/16 de finale (16 rencontres) | 1/8 de finale (8 rencontres) | Quarts de finale (4 rencontres) | Demi-finales (4 rencontres) | Finale (1 rencontre) |
| ----------------------- | --------------------------------- | ------------------------ | ----------------------- | ------------------------------ | ---------------------------- | ------------------------------- | --------------------------- | -------------------- |
| LaLiga (1)              | Exemptés                          | 16                       | 16                      | 16 (+4)                        | 12                           | 8                               | 4                           | 2                    |
| LaLiga 2 (2)            | Exemptés                          | 21                       | 15 (+1)                 | 9                              | 2                            | Aucun club                      | Aucun club                  | Aucun club           |
| Primera Federación (3)  | Exemptés                          | 16                       | 11                      | 3                              | 1                            | Aucun club                      | Aucun club                  | Aucun club           |
| Segunda Federación (4)  | Exemptés                          | 36                       | 14                      | 4                              | 1                            | Aucun club                      | Aucun club                  | Aucun club           |
| Tercera Federación (5)  | Exemptés                          | 11                       | Aucun club              | Aucun club                     | Aucun club                   | Aucun club                      | Aucun club                  | Aucun club           |
| Ligues régionales (6-8) | 20                                | 10                       | Aucun club              | Aucun club                     | Aucun club                   | Aucun club                      | Aucun club                  | Aucun club           |
| Total                   | 20                                | 110                      | 56                      | 32                             | 16                           | 8                               | 4                           | 2                    |

1. ↑  Les 4 clubs participants à la Supercoupe d'Espagne font leur entrée en seizièmes de finale.
2. ↑  Le Deportivo La Corogne fait son entrée au 2e tour en tant que champion de Primera Federación 2023-2024.